# Память об Александре Невском

Памятник Александру Невскому в Санкт-Петербурге на площади Александра Невского перед Александро-Невской лаврой

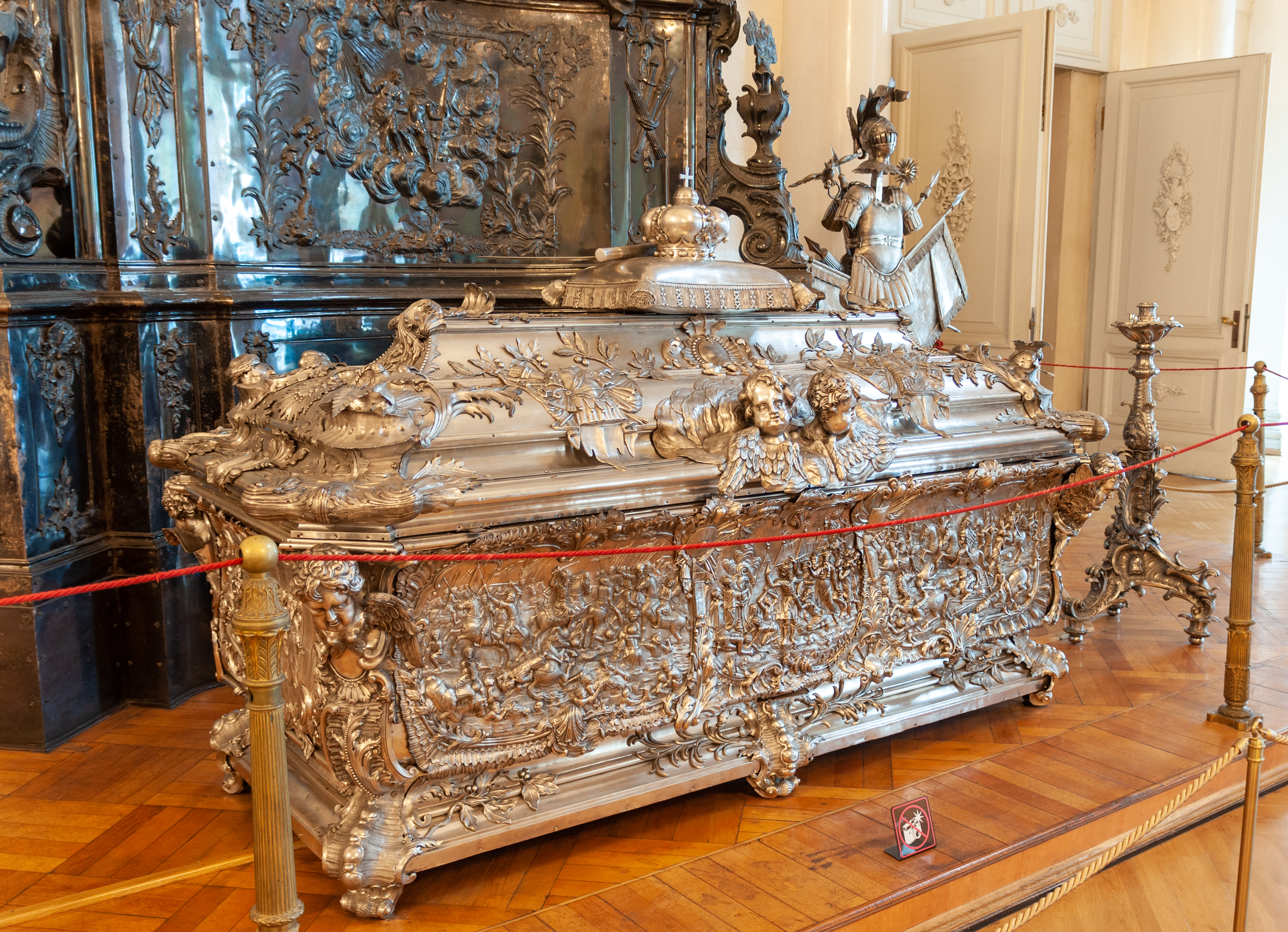
Рака Александра Невского в парадном зале Невской анфилады Государственного Эрмитажа, Санкт-Петербург, в 2023 году передана в Александро-Невскую лавру

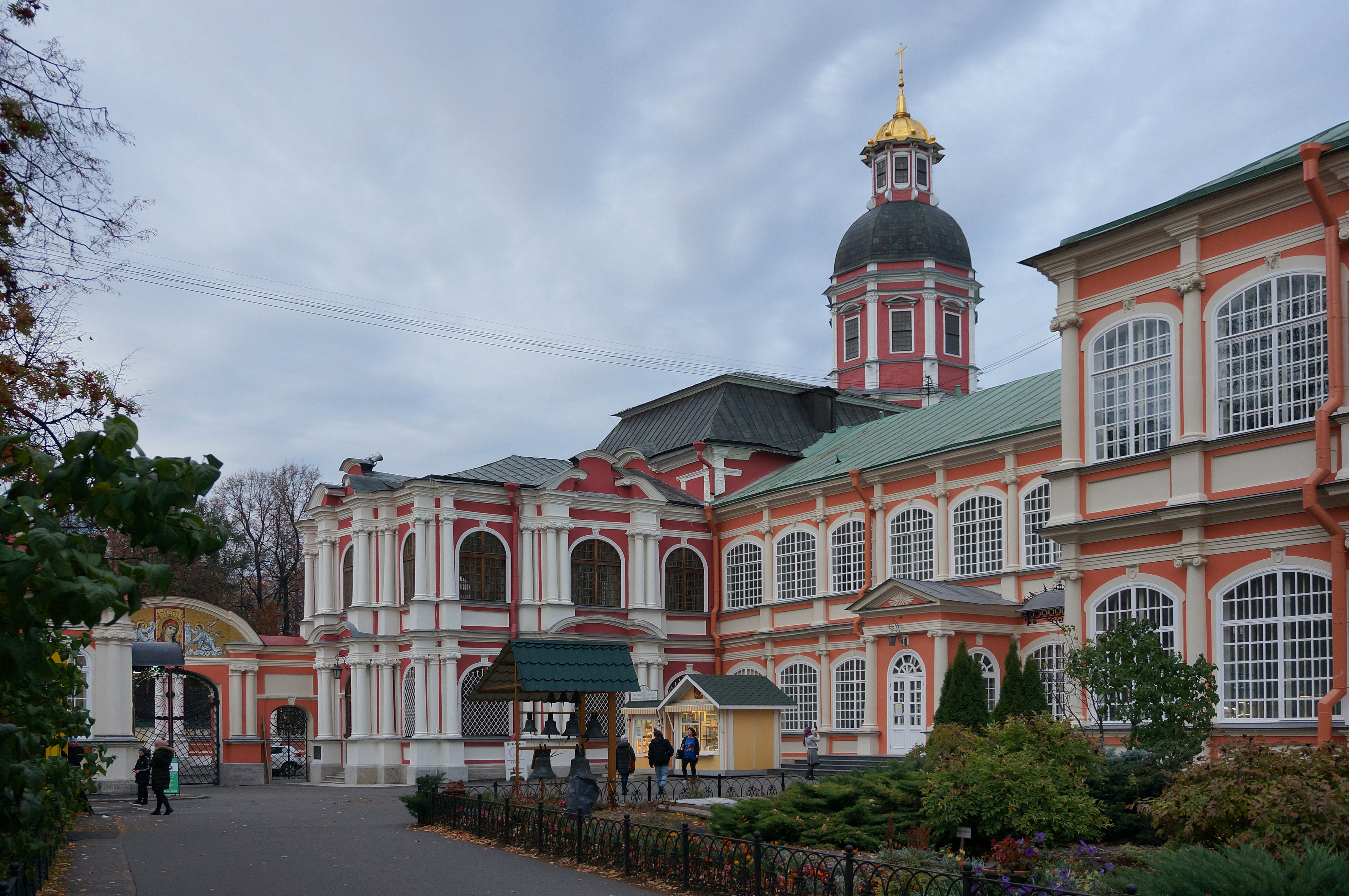
Церковь Благовещения Пресвятой Богородицы Александро-Невской лавры, Санкт-Петербург, где с 12 сентября 2023 года пребывают мощи князя Александра в раке, переданной из Эрмитажа

## День памяти Святого Благоверного князя Александра Невского
- 6 декабря (23 ноября по старому стилю) 1263 года князь Александр Невский был погребен в Рождество-Богородичном монастыре во Владимире. Канонизирован Русской православной церковью в лике благоверных при митрополите Макарии на Московском Соборе 1547 года.
- 12 сентября 1724 года мощи Святого благоверного великого князя Александра Невского по повелению Петра Великого были перенесены в Санкт-Петербург в Александро-Невскую лавру, — с этого момента Св. Александр, наряду со Св. апостолами Петром и Павлом, считается небесным покровителем северной столицы России. При императрице Екатерине I этот день стал всероссийским праздником и отмечался повсеместно вплоть до Октябрьской революции.[1] С 1743 года в Санкт-Петербурге в День перенесения мощей благоверного князя совершается ежегодный общегородской крестный ход по Невскому проспекту; прерванная в советское время традиция крестного хода была возобновлена в 2013 году.
- 12 сентября 2023 года, в праздник перенесения мощей благоверного князя Александра Невского, Патриарх Московский и всея Руси Кирилл поместил мощи святого в историческую раку, ранее переданную Эрмитажем Свято-Троицкой Александро-Невской лавре[2].

Александр Невский является небесным покровителем дипломатической службы России (с 1725 года), морской пехоты ВМФ России (с 2012 года) и сухопутных войск России (с 2016 года).
Всероссийское празднование 800-летия князя Александра Невского отмечалось в 2021 году, Указ "О праздновании 800-летия со дня рождения князя Александра Невского" был подписан Президентом Российской Федерации Владимиром Путиным в 2014 году.

## Топонимика
- (5612) Невский — типичный астероид главного пояса, открыт 3 октября 1975 года советским астрономом Людмилой Ивановной Черных в Крымской астрофизической обсерватории
- Посёлок городского типа, районный центр Рязанской области Александро-Невский, названный по железнодорожной станции Александро-Невская.
- Посёлок сельского типа в Новосибирской области Александро-Невский
- Посёлок сельского типа в Челябинской области Александро-Невский
- Село в Убинском районе Новосибирской области Александро-Невское
- Село в Тарумовском районе Дагестана Александро-Невское
- Улица Александра Невского есть во многих населённых пунктах
- Проспект Александра Невского в Петрозаводске
- Александровский сквер в Минске
- Городской сад имени Александра Невского в Кургане, имя присвоено 26 октября 2022 года[6]
- Мост Александра Невского в Санкт-Петербурге
- Мост Александра Невского в Великом Новгороде
- Площадь Александра Невского в Санкт-Петербурге
- Площадь Александра Невского (станция метро, Невско-Василеостровская линия) в Санкт-Петербурге
- Площадь Александра Невского (станция метро, Правобережная линия) в Санкт-Петербурге
- Набережная Александра Невского в Великом Новгороде

## Православные церкви и часовни
Москва

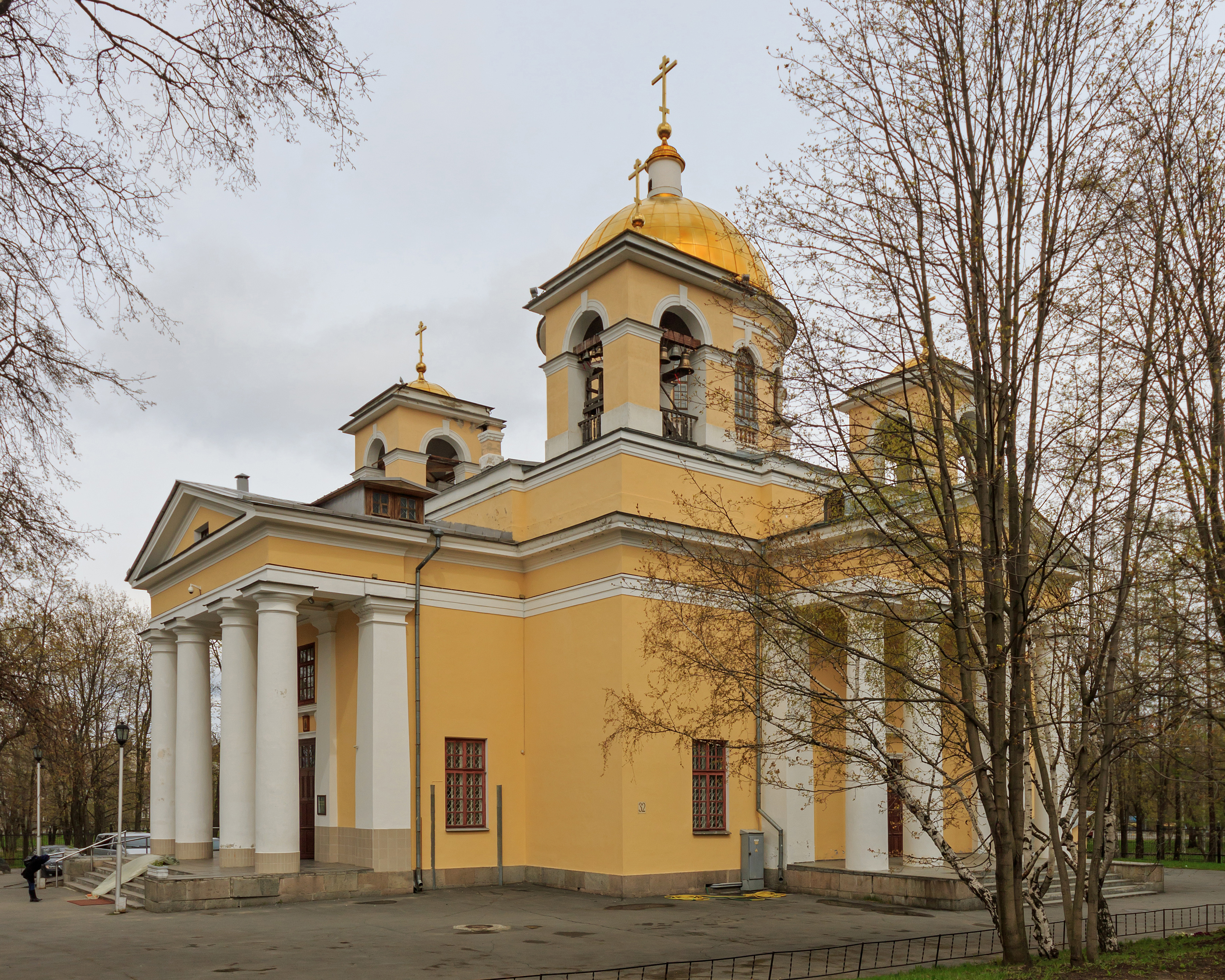
Кафедральный собор Александра Невского в Петрозаводске

- Храм святого благоверного князя Александра Невского в Кожухово (2008), ул. Трофимова, 14.

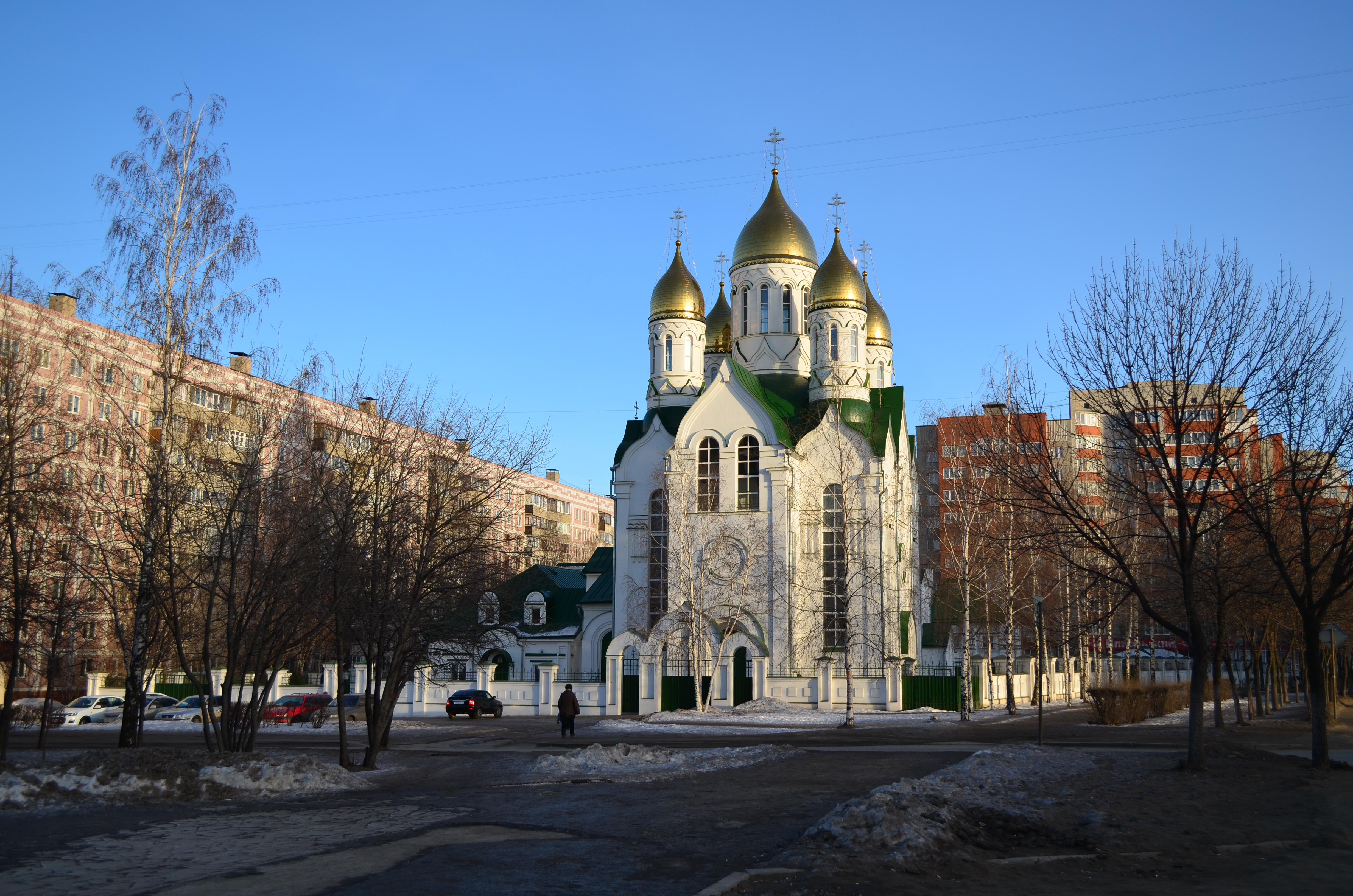
Храм Александра Невского в Рязани

- Церковь Александра Невского при Московском высшем военном командном училище.
- Церковь Александра Невского в Хорошёво-Мнёвниках.
- Храм Александра Невского при бывшей Покровской богадельне (1858)
- Александро-Невский собор (1915—1952). Утрачен
- Храм Александра Невского в Куркино
- Храм Воскресения Христова в Сокольниках

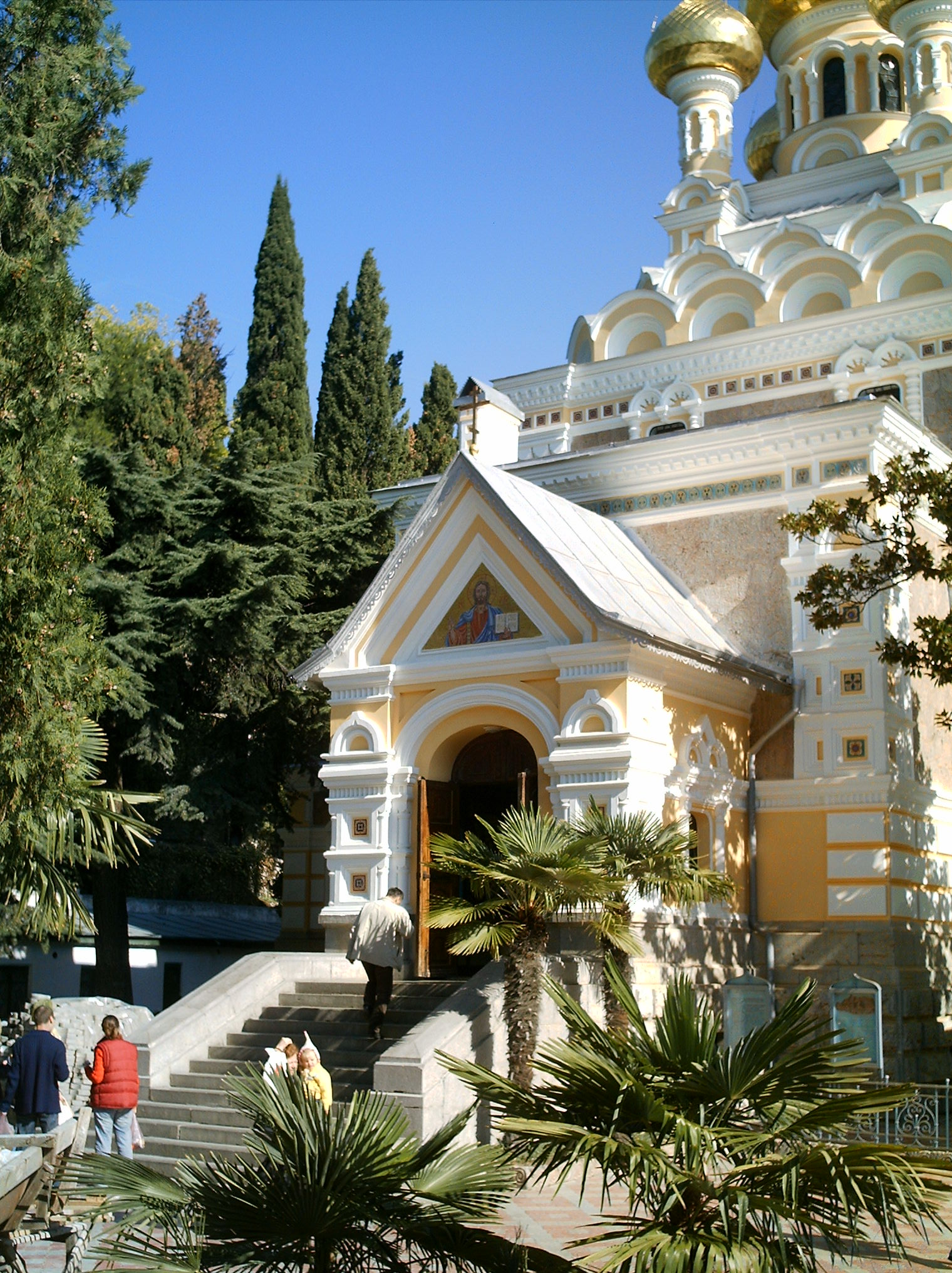
Собор Святого Александра Невского в Ялте

- Храм Святого Александра Невского в Пыхтино (2019)
- Александровский собор в Московском Кремле (1630). Разобран в 1770 году.
- Храм Александра Невского при Александровском убежище. Разрушен.
- Храм Александра Невского в Донском монастыре (2006)
- Храм Святого Александра Невского в Зеленограде (2019)
- Храм Александра Невского в Лианозово (2017)
- Храм Александра Невского при МГИМО (2015)

Санкт-Петербург
- Александро-Невская лавра
- Церковь Святого Александра Невского в Петергофе, в парке Александрия
- Церковь Александра Невского в Усть-Ижоре
- Церковь Александра Невского в Шувалово
- Церковь Александра Невского (1890) в Красное Село
- Церковь Александра Невского (1890) в Крестах
- Часовня Александра Невского в Коломягах
- Храм Святого Александра Невского в Купчино (2021)
- Церковь Александра Невского при Санкт-Петербургской академии права и бизнеса
- Церковь Александра Невского при Санкт-Петербургском государственном университете путей сообщения
- Церковь Александра Невского при Территориальном медицинском объединении № 5 по психиатрии
- Часовня Александра Невского на Сестрорецком кладбище (северная окраина города Сестрорецка городского подчинения в Курортном районе).

Алтайский край
- Александро-Невский собор в Барнауле
- Часовня Александра Невского в Барнауле
- Александро-Невский собор в Бийске

Башкортостан
- Александровская церковь — в Уфе (разрушена).

Белгородская область

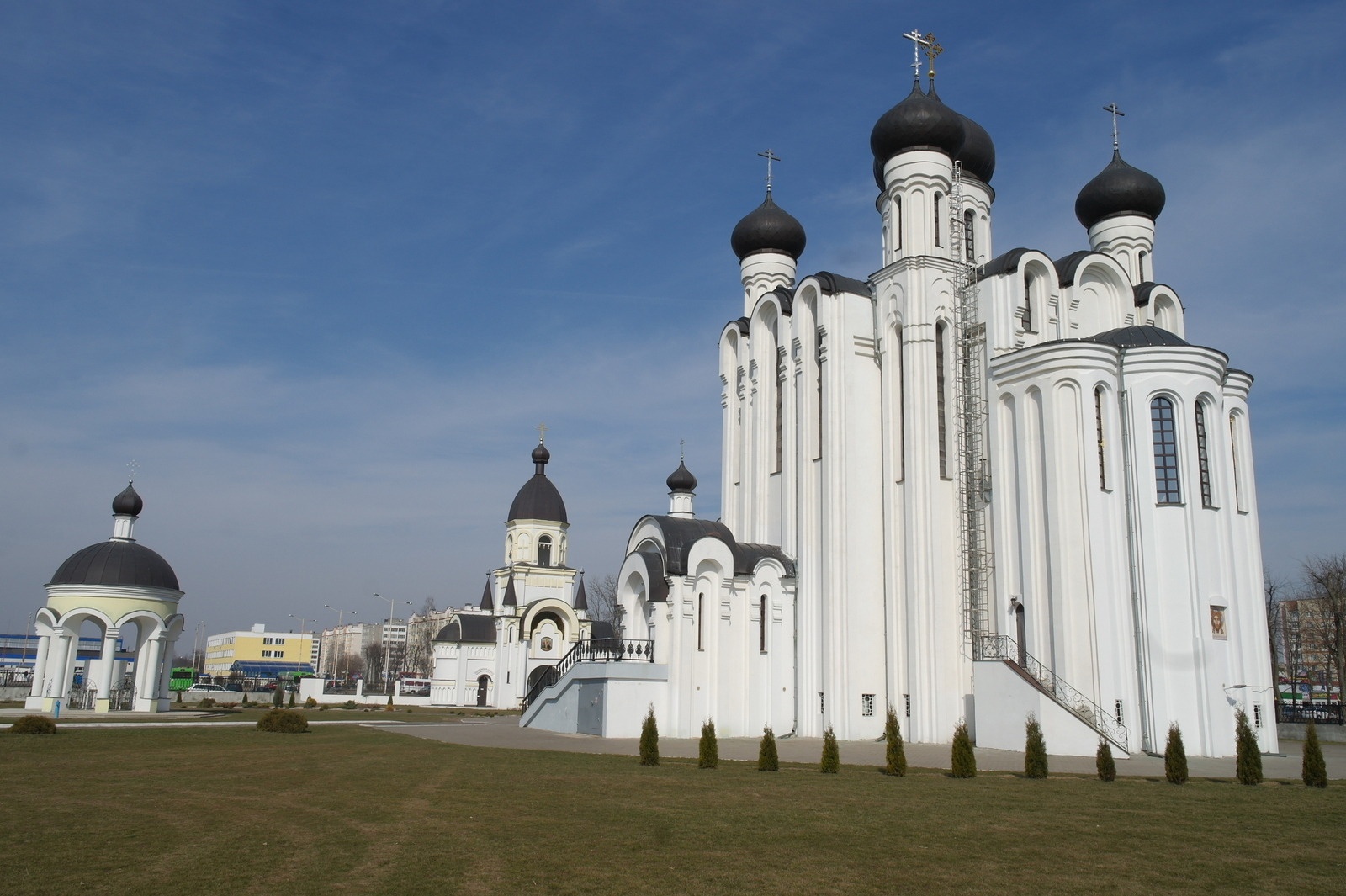
Церковь Св. Александра Невского в Барановичах

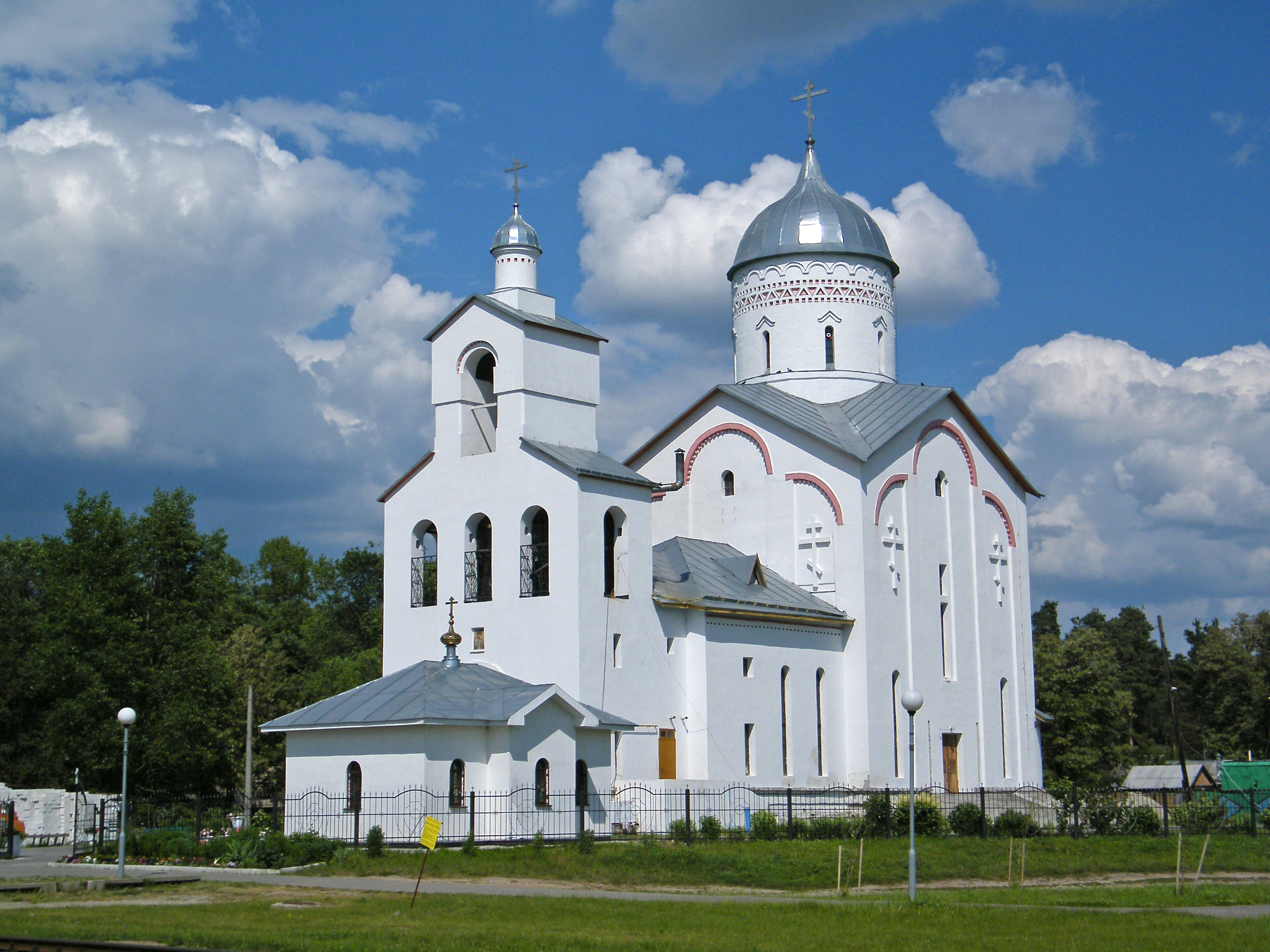
Храм Александра Невского в Гомеле

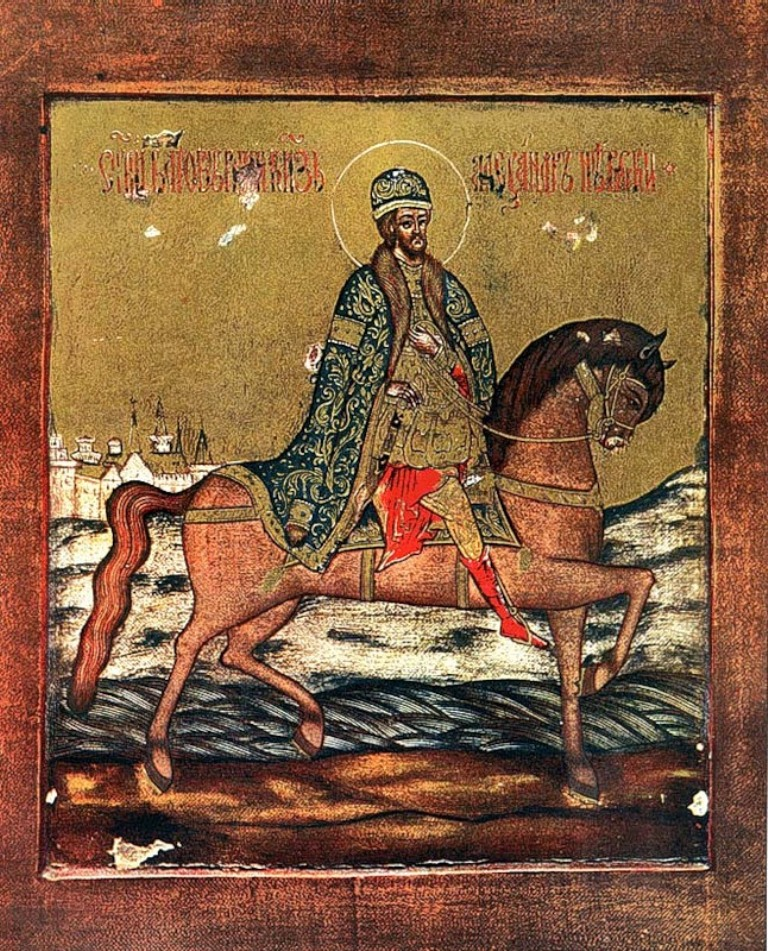
Святой благоверный князь Александр Невский, икона XVIII века.

- Собор Александра Невского в Старый Оскол

Владимирская область
- Александровский монастырь в Суздаль
- Церковь Александра Невского в Суздаль
- Александро-Невский храм в Судогда

Волгоградская область
- Собор Александра Невского в Царицыне. Утрачен
- Александро-Невский собор в Волгограде
- Александро-Невская церковь в Евстратовский Клетского района
- Александро-Невская церковь в хуторе Арчедино-Чернушинском Фроловского района. Утрачена

Вологодская область
- Церковь Александра Невского в Вологде

Воронежская область
- Церковь Александра Невского (1886) в селе Петровка Павловского района.

Дагестан
- Александро-Невский собор в Махачкала. Утрачен

Забайкальский край
- Александро-Невский собор в Чита. Утрачен

Ивановская область
- Храм Александра Невского в Кинешма

Калининградская область
- Храм Святого Александра Невского в Калининграде
- Храм-часовня Святого Александра Невского (2013) — в городе Светлый

Калужская область
- Церковь Александра Невского — в селе Высокиничи Жуковского района.

Карелия
- Собор Александра Невского в Петрозаводске
- Церковь Александра Невского (1903) в Пудоже[7]

Кировская область
- Александро-Невский собор в Кирове. Утрачен
- Церковь Александра Невского — в Яранске.
- Храм Александра Невского — в Опарино.

Краснодарский край
- Александро-Невский собор — в Краснодаре (разрушен и восстановлен).
- Храм Александра Невского — в селе Весёлое в Адлерском районе муниципального образования город-курорт Сочи

Крым
- Александро-Невский собор в Симферополе
- Собор Святого Александра Невского в Ялте.
- Александро-Невский собор в Феодосии. Утрачен

Курганская область

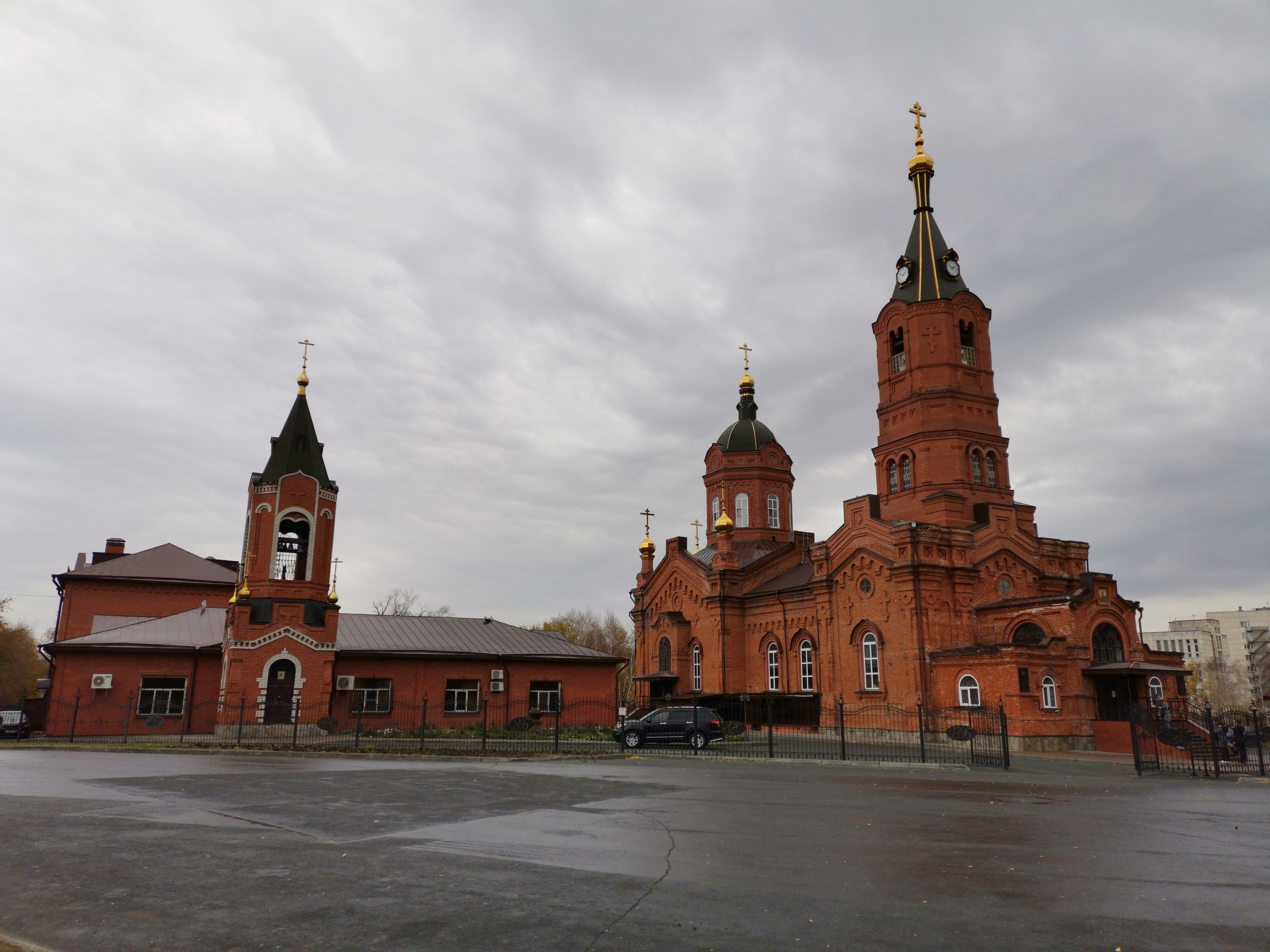
Кафедральный собор святого благоверного князя Александра Невского в Кургане

- Кафедральный собор святого благоверного князя Александра Невского (1902) в Кургане, ул. Володарского, 42[8]
- Часовня Александра Невского (1890) в Далматово.
- Часовня Александра Невского (начало 1990-х) в посёлке Смолино города Кургана.
- Часовня Александра Невского (единоверческая, 1880-е, утрачена) в Шадринске.

Курская область
- Храм Александра Невского в Обоянь

Ленинградская область
- Церковь Александра Невского в селе Новоселье
- Церковь Александра Невского в посёлке Волосово
- Церковь Александра Невского в посёлке Апраксин (Мемориал защитникам Ленинграда)
- Храм Александра Невского (1907) в посёлке Санаторий «Сосновый Бор» в Выборгском районе

Московская область
- Александро-Невская церковь в Балашихе.
- Александро-Невский собор в Егорьевске.
- Церковь Александра Невского в Звенигороде.
- Часовня-памятник во имя Александра Невского на Аллее Славы в подмосковном Королёве, где в его честь названа и улица в районе Новые Горки.
- Церковь Александра Невского в посёлке Княжье Озеро Истринского района
- Троицкий Александро-Невский монастырь в Акатово Клинского района
- Александро-Невский монастырь в Маклаково Талдомского района
- Храм Александра Невского в Мальцы
- Церковь Александра Невского — в посёлке Вербилки Талдомского района

Нижегородская область
- Александро-Невский Новоярмарочный собор — русский православный собор в Нижнем Новгороде, построенный до 1880 года по проекту архитектора Л. В. Даля
- Церковь Александра Невского в Нижнем Новгороде
- Трапезный храм святого благоверного князя Александра Невского в Свято-Троицком Серафимо-Дивеевском женском монастыре в селе Дивеево.
- Церковь Александра Невского в Городец. Утрачена

Новгородская область
- Церковь Александра Невского в селе Яжелбицы Валдайского района
- Церковь Александра Невского в Великий Новгород

Новосибирская область
- Собор Александра Невского в Новосибирске, первое каменное здание города.
- Собор во имя Александра Невского в Покровском монастыре (1887) в Колывани.

Оренбургская область
- Храм Александра Невского в Абдулино.
- Церковь Святого Александра Невского в селе Александровка Грачёвского района

Псковская область
- Храм Святого Александра Невского в Пскове.

Ростовская область
- Церковь Александра Невского в Новочеркасске.
- Александро-Невский храм в городе Красный Сулин
- Церковь Александра Невского в Шахты. Утрачен
- Александро-Невский собор в Ростове-на-Дону. Утрачен.
- Храм Александра Невского в РязаниЦерковь Александра Невского (1896) в Нахичевани-на-Дону. Утрачена.

Рязанская область
- Храм Александра Невского в Рязани.
- Церковь Александра Невского в Александро-Невском Ибердском монастыре (1892) — в Кораблинском районе (разрушена в 1949).

Самарская область
- Церковь Александра Невского в Зубчаниновка (Самара).
- Александро-Невский монастырь в Старая Бинарадка

Саратовская область
- Собор Александра Невского в Саратове. Утрачен
- Церковь Александра Невского в Ртищево.

Сахалинская область
- Храм Александра Невского в селе Троицкое.

Свердловская область
- Собор Александра Невского в Екатеринбурге.
- Александро-Невская Лузинская церковь (1895) — в Екатеринбурге (разрушена в 1932).
- Часовня во имя Святого Благоверного Великого Князя Александра Невского построена в 2001 году к 300-летию города Каменска-Уральского, в 2013 году получила статус храма.[9]
- Храм Александра Невского (1914) в Красноуфимске. Построен в начале XX века на пожертвования горожан. Интересен тот факт, что, когда в то же время один богатый татарин решил пожертвовать крупную сумму на строительство мечети в Красноуфимске, городское руководство обязало его внести ту же сумму на строительство православного храма.
- Храм Александра Невского в Нижнем Тагиле
- Храм Александра Невского в селе Походилова Каменского района
- Александро-Невская церковь (1870) — в селе Деево Алапаевского района
- Церковь Александра Невского в Шурала Невьянского района
- Церковь Александра Невского в Нижняя Салда

Смоленская область
- Церковь Александра Невского — в Смоленске. Утрачен

Ставропольский край
- Церковь Александра Невского — в городе Благодарный.

Татарстан
- Храм Александра Невского — в Казани.

Тверская область
- Собор Александра Невского (1893) — в Твери (разрушен в 1983, восстановлен в 2013).

Тульская область
- Храм Александра Невского — в Туле.
- Церковь Александра Невского (1876) — в селе Малое Скуратово Чернского района.

Удмуртия
- Собор Александра Невского (1823) — в Ижевске.

Ульяновская область
- Церковь Александра Невского в Ульяновске
- Храм Николая Чудотворца в Оськино Инзенском районе

Челябинская область
- Александро-Невская церковь в Челябинске

Ярославская область
- Церковь Александра Невского при земской больнице (1807) — в Ярославле (разрушена).
- Часовня Александра Неского в Ярославле
- Храм Александра Невского (1919) — в селе Макарово Рыбинского района
- Церковь Александра Невского (1740) — в Переславль-Залесский
- Церковь Александра Невского (1910) — в деревне Хопылево Рыбинского района

Азербайджан
- Собор Александра Невского в Баку, снесён.
- Александро-Невская церковь в Гянджа

Беларусь

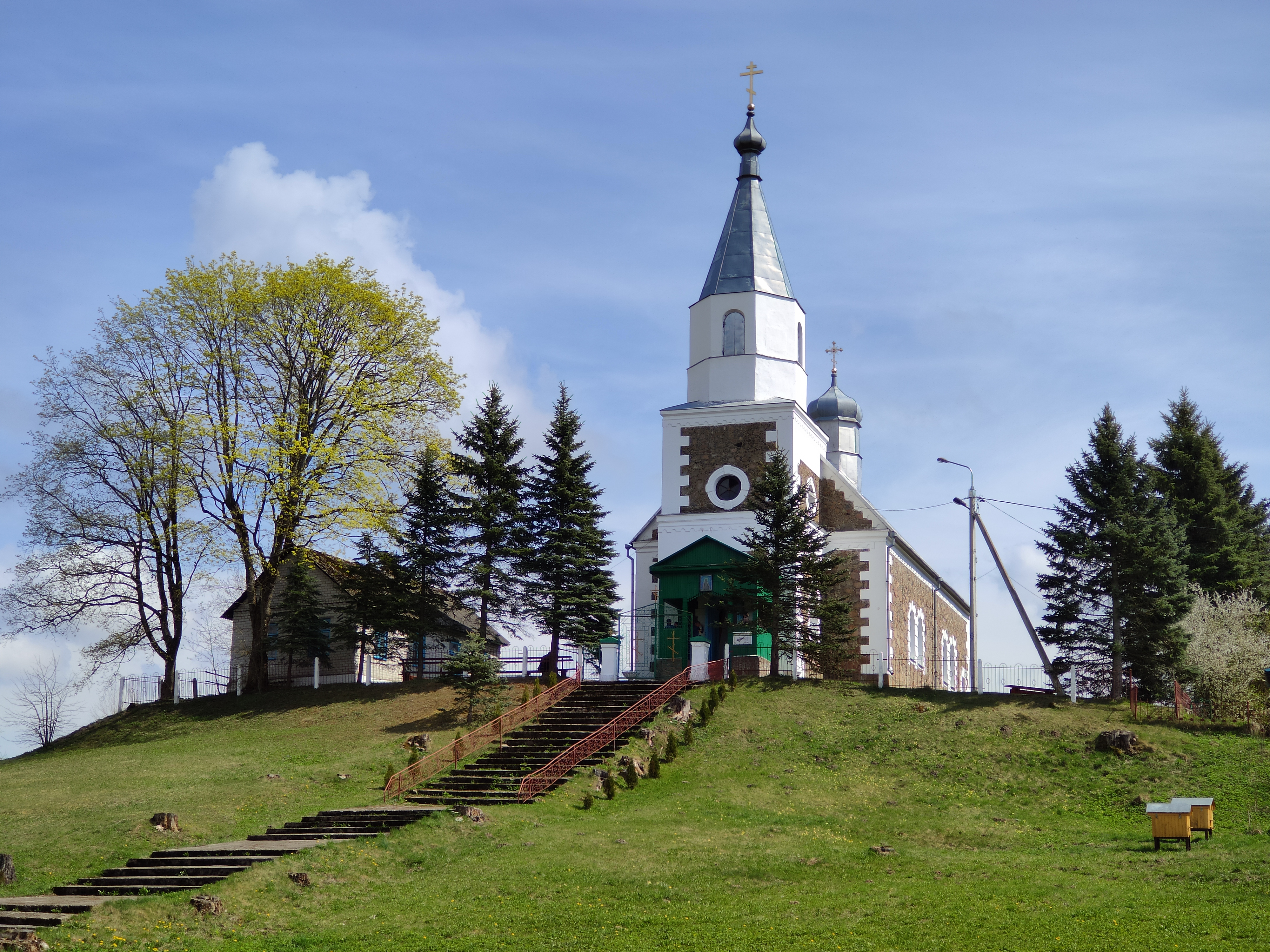
Церковь Святого Александра Невского в Крево

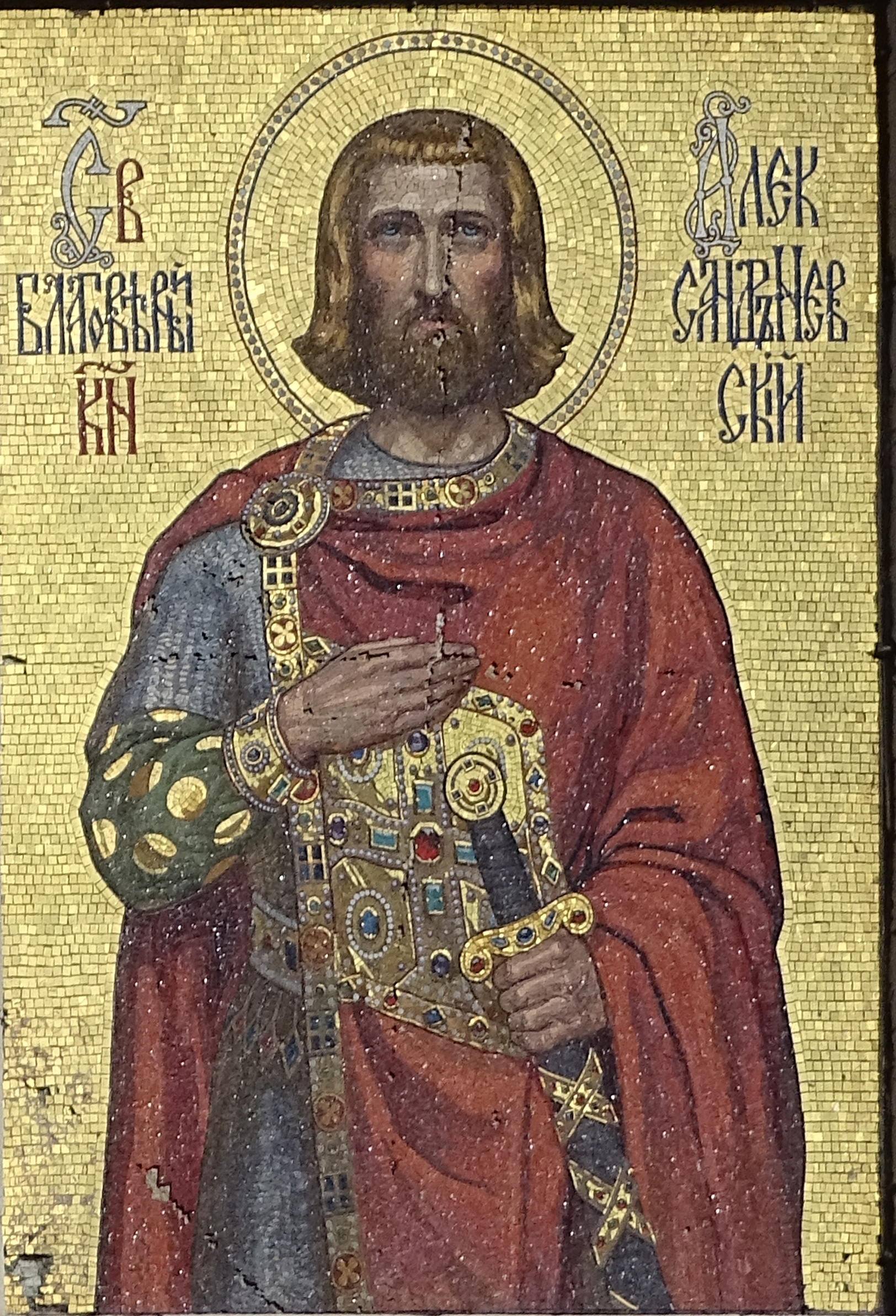
Мозаика, изображающая Св. князя Александра Невского. Кафедральный собор в Софии

- Церковь Св. Александра Невского в Барановичи
- Александро-Невский собор в Бобруйске. Утрачен
- Церковь Александра Невского в Вертелишки Гродненского района
- Храм Александра Невского в Гомель
- Александро-Невская церковь в Гродно. Утрачена
- Александро-Невский собор в Кобрине
- Церковь Святого Александра Невского (1854) в Крево Сморгонского района
- Храм Александра Невского в Минске
- Александро-Невский собор в Мстиславль
- Александро-Невский собор в Пружаны
- Церковь Александра Невского в агрогородке Хожово Молодечненского района Минской области
- Храм святого благоверного князя Александра Невского в Рогачёв
- Часовня в честь святого благоверного князя Александра Невского в Гомеле (2022)[10].

Бельгия
- Церковь Александра Невского и Серафима Саровского — в Льеже

Болгария
- Храм-памятник Александра Невского в Софии, является главным кафедральным Храмом Болгарской Православной Церкви и Болгарии. Храм является крупнейшим православным Храмом на Балканском полуострове. С 1998 года в этом Храме находится частичка мощей Александра Невского.[11][12]

Германия
- Церковь Александра Невского в Потсдаме, на исторической территории русской колонии Александровка.

Грузия
- Собор Александра Невского в Тифлисе, военный, снесён.
- Александро-Невский собор в Батуми. Утрачен
- Александро-Невская церковь в Тбилиси, действующая церковь

Дания
- Церковь Александра Невского в Копенгагене.

Израиль
- Церковь Святого Александра Невского Русской зарубежной церкви в Старом городе Иерусалима, Христианский квартал

Казахстан
- Александро-Невский собор в Астане. Утрачен.
- Храм святого благоверного князя Александра Невского в Алматы

Кыргызстан
- Храм во имя святого благоверного великого князя Александра Невского — в Кант

Китай
- Церковь Александра Невского в Ухани в провинции Хубэй. Не действующая.

Латвия
- Церковь Александра Невского в Риге.
- Церковь Александра Невского в Даугавпилсе.
- Александро-Невский собор в Даугавпилсе. Утрачен.
- Часовня Александра Невского в Риге, освящена 17 октября 1889 года, снесена в июле-августе 1925 года.

Литва
- Александро-Невская часовня в Вильне, освящена 30 августа 1865 года, разрушена в 1918—1919 гг.
- Церковь Святого Александра Невского в Вильнюсе.

Нидерланды
- Церковь Святого Александра Невского в Роттердаме

Польша
- Собор Александра Невского в Варшаве. Утрачен.
- Александро-Невский собор в Лодзи
- Церковь Александра Невского в Александрув-Куявски. Утрачена.

Сербия 
- Церковь святого Александра Невского в Белграде.

Соединённые Штаты Америки
- Собор Александра Невского[англ.] — в городе Питтсбург в Пенсильвании (ПЦА).
- Собор Александра Невского[англ.] — в городе Хауэлл в Нью-Джерси (ПЦА).

Тунис
- Церковь Александра Невского в Бизерте.

Туркменистан
- Храм святого благоверного великого князя Александра Невского в Ашгабате[13]

Узбекистан
- Храм Александра Невского в Самарканде. Утрачен
- Храм Святого Александра Невского в Фергана. Утрачен
- Храм Святого Александра Невского в Ташкенте
- Храм Святого Александра Невского при Ташкентской учительской семинарии. Утрачен
- Храм Святого Александра Невского в Термез

Украина
- Церковь Александра Невского в Одессе на территории военного госпиталя построен на средства Н. И. Пирогова.
- Церковь Александра Невского в селе Визирка (Одесская область, Лиманский район), построен в 1903—1909 годах, считался одним из крупнейших и красивейших храмов в Одесской губернии. Разрушен в 1985 году. Ныне в селе действует Свято-Александро-Невский храм, построенный на пожертвования прихожан и предприятий. Строительные работы проводятся и сейчас по эскизам петербургских художников.
- Церковь Александра Невского в Ананьеве.
- Церковь Александра Невского в Николаеве
- Церковь Александра Невского в Киеве, освящена в 1889 году, снесена в 1930-х годах.
- Церковь Александра Невского в Киеве (хутор Галаганы), освящён 12 сентября 1893 года, снесён в 1935—1936 годах.
- Храм Александра Невского в с. Феневичи (Киевская область)
- Церковь Александра Невского в Донецке.
- Александро-Невский собор в Славянске.
- Собор Александра Невского в Мелитополе был построен в 1899 и разрушен в 1930-е годы. Нынешний кафедральный собор Мелитополя, который был после войны перестроен из армяно-григорианской церкви, также назван собором Александра Невского.
- Церковь Александра Невского в Харькове.
- Церковь Александра Невского — в городе Костополь Ровненской области.
- Храм Александра Невского в Луганске.
- Александро-Невский собор в Каменец-Подольском.
- Александро-Невский монастырь в Черниевка Полонского района

Финляндия
- Церковь Александра Невского в Тампере.

Франция
- Собор Александра Невского в Париже, главный православный храм Франции. Полное название — Свято-Александро-Невский Кафедральный Собор в Париже. Находится на улице Дарю (фр. Rue Daru) в 8-м округе столицы. Освящён в 1861 году. Управляет собором архиепископ русских православных церквей в Западной Европе, находящихся в юрисдикции вселенского Константинопольского Патриархата.
- Церковь Покрова Богородицы и святого Александра Невского — в Биаррице.
- Церковь Александра Невского — в городе По.

Эстония
- Александро-Невский собор в Таллине, освящён 30 апреля 1900 года.
- Александро-Невская часовня в Таллине, освящена 14 ноября 1888 года, снесена в 1922 году.
- Церковь Александра Невского (1915) — в Тарту.
- Храм Александра Невского в Хаапсалу

Молдавия
- Церковь Александра Невского в городе Унгены (построена на месте, где царь Александр II отправлял войска во время русско-турецкой войны 1876 года, архитектор Бернардацци).[источник не указан 4557 дней]

Приднестровская Молдавская Республика
- Храм Святого Александра Невского в Бендеры на территории Бендерской крепости был освящён в 1833 году в присутствии императора Николая I. В советские годы храм был заброшен, восстановлен и освящён 12 октября 2011 года епископом Тираспольским Саввой.

## Памятники и скульптурные изображения
Россия
- Александро-Невский (Рязанская область), 29 сентября 2018 года установили конный памятник Александру Невскому[14] — 53°28′16″ с. ш. 40°11′58″ в. д.HGЯO
- Александров (Владимирская область), монумент установлен у собора Рождества Христова[15]. Открыт 6 декабря 2013 года. Скульптор Ю. П. Хмелевской — 56°23′47″ с. ш. 38°43′43″ в. д.HGЯO
- Астрахань, бюст открыт 12 сентября 2021 года. Скульптор — заслуженный художник России Анатолий Дементьев — 46°21′17″ с. ш. 48°02′06″ в. д.HGЯO
- Варзуга (Мурманская область), бюст установлен 11 сентября 2016 года.[16] — 66°23′42″ с. ш. 36°35′19″ в. д.HGЯO
- Великий Новгород
  - Горельеф, изображающий Александра Невского — часть композиции фриза памятника «Тысячелетие России» (1862 год, скульпторы Михаил Осипович Микешин и Иван Николаевич Шредер и архитектор Виктор Александрович Гартман) — 58°31′16″ с. ш. 31°16′30″ в. д.HGЯO
  - Памятник на набережной Александра Невского, близ церкви Бориса и Глеба в Плотниках, скульптор Юрий Львович Чернов, архитектор Гарольд Григорьевич Исакович, 1985 год  — 58°31′51″ с. ш. 31°17′24″ в. д.HGЯO
  - Бюст на привокзальной площади, был установлен в послевоенные годы на Торговой стороне, а в 1995 году перенесен на привокзальную площадь, взамен бюста Карла Маркса, скульптор Заир Исаакович Азгур[17] — 58°31′36″ с. ш. 31°15′08″ в. д.HGЯO
- Владимир, памятник у Николо-Кремлёвской церкви был торжественно открыт 12 июня 2003 года.[18], скульптор Игорь Черноглазов — 56°07′50″ с. ш. 40°24′42″ в. д.HGЯO
- Волгоград, памятник на площади Павших борцов, открыт 24 февраля 2007 года[19] — 48°42′30″ с. ш. 44°30′48″ в. д.HGЯO
- Городец (Нижегородская область)
  - Памятник открыт 11 сентября 1993 года на ул. Набережная Революции. Авторы: скульпторы И. И. Лукин, В. И. Пурихов, архитекторы В. Ф. Быков, В. В. Иванов.[20] — 56°38′29″ с. ш. 43°27′53″ в. д.HGЯO
  - схимнику Алексию (Александру Невскому) в Феодоровском мужском монастыре города Городца. Открытие памятника состоялось 6 декабря 2013 года. Скульптор П. Добаев — 56°38′48″ с. ш. 43°28′43″ в. д.HGЯO
- Донецк, конная скульптурная композиция установлена в 2011 году.[21] — 48°02′17″ с. ш. 37°46′53″ в. д.HGЯO
- Дальнеконстантиновский район (Нижегородская область). Памятник посвящён «750-летию победы Александра Невского над шведами и немцами на Неве и Чудском озере», 2009 год. Автор Вениамин Иванович Сомов — 55°53′34″ с. ш. 44°09′17″ в. д.HGЯO
- Егорьевск (Московская область): Тронный памятник Александру Невскому — 55°22′45″ с. ш. 39°02′28″ в. д.HGЯO
- Калининград, монумент открыт 18 апреля 2018 года, скульпторы Андрей Следков и Вадим Цыганов.[22] — 54°43′17″ с. ш. 20°31′31″ в. д.HGЯO
- Киров. Памятник Александру Невскому (2024)[23]. Памятник установлен перед Вятской филармонией на площади имени Александра Невского.
- Кобылье Городище (Гдовский район, Псковская область), Бюст, 1992 год.[24][25] — 58°17′53″ с. ш. 27°38′48″ в. д.HGЯO
- Краснодар. Бюст установлен на улице Постовой перед собором Александра Невского в рамках проекта «Аллея Российской славы», открыт 6 декабря 2011 года.[26] — 45°00′52″ с. ш. 38°57′59″ в. д.HGЯO
- Кукушкино (Республика Крым), открытие бюста состоялось 24 ноября 2017 года.[27] — 45°43′12″ с. ш. 33°23′22″ в. д.HGЯO
- Курган
  - Бюст у завода Курганприбор, ул. Ястржембского, 41а, открыт в сентябре 2007 года, авторы Валерий Павлович и Тамара Бассировна Лытченко-Меткие.[28] — 55°27′21″ с. ш. 65°19′23″ в. д.HGЯO
  - Памятник в городском саду имени Александра Невского, рядом с Александро-Невским собором. Открыт 15 декабря 2021 года, скульптор Алексей Игоревич Игнатов[29] — 55°26′19″ с. ш. 65°20′35″ в. д.HGЯO
- Курск, памятник, скульптор Вячеслав Михайлович Клыков, 2000 год.[30] — 51°43′45″ с. ш. 36°11′35″ в. д.HGЯO
- Ленинское (Ленинградская область), памятник «Александр Невский коленопреклоненный перед иконой Божьей Матери», открыт в 2000 году[31] Одновременно памятник святому благоверному князю Александру Невскому и памятник сельчанам, погибшим в финской и Великой Отечественной войнах. Автор Альберт Серафимович Чаркин — 60°13′29″ с. ш. 29°50′55″ в. д.HGЯO
- Липецк. Памятник открыт 7 сентября 2023 года[32].
- Мга (Ленинградская область), памятник на братском захоронении советских воинов — 59°46′27″ с. ш. 31°12′42″ в. д.HGЯO
- Мелитополь (Запорожская область) — 46°50′41″ с. ш. 35°22′26″ в. д.HGЯO
- Москва
  - Памятник в Зеленограде, освящён 21 июня 2021 года.[33] — 55°59′27″ с. ш. 37°09′14″ в. д.HGЯO
  - Памятник на улице Лобачевского, открыт 1 сентября 2021 года.[34] — 55°40′45″ с. ш. 37°28′53″ в. д.HGЯO
  - Бюст Александра Невского в атриуме Министерства иностранных дел РФ. Открыт 12 сентября 2022 года[35].
- Нижний Новгород, памятник возле кафедрального собора Александра Невского, открыт в августе 2021 года.[36] — 56°20′00″ с. ш. 43°58′19″ в. д.HGЯO
- Переславль-Залесский, памятник князю Александру Невскому был установлен в 1958 году около Спасо-Преображенского собора.[37] — 56°44′11″ с. ш. 38°51′09″ в. д.HGЯO
- Петрозаводск, памятник на проспекте Александра Невского около кафедрального собора Александра Невского, открыт 3 июня 2010 года. Скульптор Валентин Григорьевич Козенюк[38].[39] — 61°46′50″ с. ш. 34°22′48″ в. д.HGЯO
- Псковский район (Псковская область), скульптура князю Александру Невскому и его дружине была установлена в 1993 году на горе Соколиха.[40] — 57°50′49″ с. ш. 28°16′13″ в. д.HGЯO
- Самолва (Псковская область). Мемориальный комплекс «Князь Александр Невский с дружиной», открыт 11 сентября 2021 года.[41] — 58°17′53″ с. ш. 27°37′13″ в. д.HGЯO
- Санкт-Петербург
  - Скульптура на северном портике Казанского собора, 1807 год.[42][43] — 59°56′05″ с. ш. 30°19′30″ в. д.HGЯO
  - На площади Александра Невского перед Александро-Невской лаврой[44], открыт 9 мая 2002 года. Скульпторы: В. Г. Козенюк, А. А. Пальмин, А. С. Чаркин; архитекторы: Г. С. Пейчев, В. В. Попов.[45] — 59°55′25″ с. ш. 30°23′07″ в. д.HGЯO
  - Бюст на территории Софийского собора в Пушкине, открыт 12 сентября 1990 года.[46] Скульптор В. Г. Козенюк. Архитекторы В. В. Васильев, Г. М. Козелл, В. Л. Чулкевич — 59°42′20″ с. ш. 30°23′38″ в. д.HGЯO
  - Два памятника[47] рядом с церковью Александра Невского в Усть-Ижоре[48]:
    - Памятник-часовня, освящена 6 декабря 2002 года. Автор идеи А. Селезнев, скульпторы В.Г. Козенюк, А.А. Пальмин, архитекторы В.Л. Чулкевич, В. Жуков — 59°48′18″ с. ш. 30°36′04″ в. д.HGЯO
    - Памятник, открыт 29 мая 2003 года. Скульптор В. Э. Горевой, архитектор В. В. Попов — 59°48′17″ с. ш. 30°36′10″ в. д.HGЯO
- Старый Оскол (Белгородская область) Памятник открыт в День города, 12 сентября 2010 года, автор — Анатолий Шишков — 51°17′54″ с. ш. 37°50′13″ в. д.HGЯO
- Тосненский район Ленинградской области. Мемориал «Молитва перед боем» в честь 800-летия Александра Невского[49].
- Тула, бюст возле церкви Александра Невского, установлен в 2007 году.[50] — 54°11′26″ с. ш. 37°36′03″ в. д.HGЯO
- Ульяновка (Ленинградская область) стела, посвящённая стоянке здесь Александра Невского. Установлена 17 июля 2010 года. В 2012 году на стеле был установлен бронзовый барельеф с изображением князя Александра Невского — 59°40′15″ с. ш. 30°47′56″ в. д.HGЯO
- Частоозерье (Курганская область), памятник открыт 8 сентября 2015 года, скульптор Владимир Владимирович Сырейщиков (г. Кыштым). Монумент отлит в литейной мастерской Ивана Дубровина (г. Екатеринбург)[51] — 55°33′10″ с. ш. 67°53′56″ в. д.HGЯO
- Чита, памятник Александру Невскому у Казанского кафедрального собора открыт 12 сентября 2015 года.[52] — 52°01′46″ с. ш. 113°29′48″ в. д.HGЯO
- Старая Ладога (Ленинградская область) Памятник открыт 22 мая 2023 года на территории Староладожского Никольского монастыря, автор — Дмитрий Кляцкин — 59°59′32″ с. ш. 32°18′03″ в. д.HGЯO

Белоруссия
- Витебск, памятник Александру Невскому с женой и сыном Василием. Установлен 20 июня 2016 года на площади 1000-летия Витебска, неподалёку от Благовещенской церкви[53] — 55°11′33″ с. ш. 30°12′04″ в. д.HGЯO
- Минск, памятник Александру Невскому. Открыт 14 ноября 2023 года[54]. Установлен в сквере у развилки Старовиленского тракта и Нововиленской улицы, напротив Посольства России в Беларуси — 53°55′34″ с. ш. 27°32′42″ в. д.HGЯO

Казахстан
- Павлодар, бюст в парке Благовещенского собора, открыт 16 ноября 2005 года.[55] — 52°17′46″ с. ш. 76°55′37″ в. д.HGЯO
- Алма-Ата, памятник Александру Невскому. Открыт 13 июля 2023 года[56]. Установлен на территории храма Александра Невского в Турксибском районе Алма-Аты, скульптор Салават Александрович Щербаков — 43°19′59″ с. ш. 76°55′48″ в. д.HGЯO

Приднестровская Молдавская Республика
- Бендеры, бюст напротив храма Святого Благоверного князя Александра Невского, установлен 9 сентября 2013 года.[57] — 46°50′07″ с. ш. 29°29′16″ в. д.HGЯO

Сербия
- Белград, бюст возле церкви Святого Александра Невского — 44°49′14″ с. ш. 20°27′58″ в. д.HGЯO

Сирия
- Латакия, на базе Хмеймим, возле храма-часовни в честь святого великомученика Георгия Победоносца, бюст открыт 27 января 2021 года.[58] — 35°24′44″ с. ш. 35°56′29″ в. д.HGЯO

Украина
- Памятник Александру Невскому в Харькове, установлен 20 августа 2004 года, снесён 19 мая 2022 года.

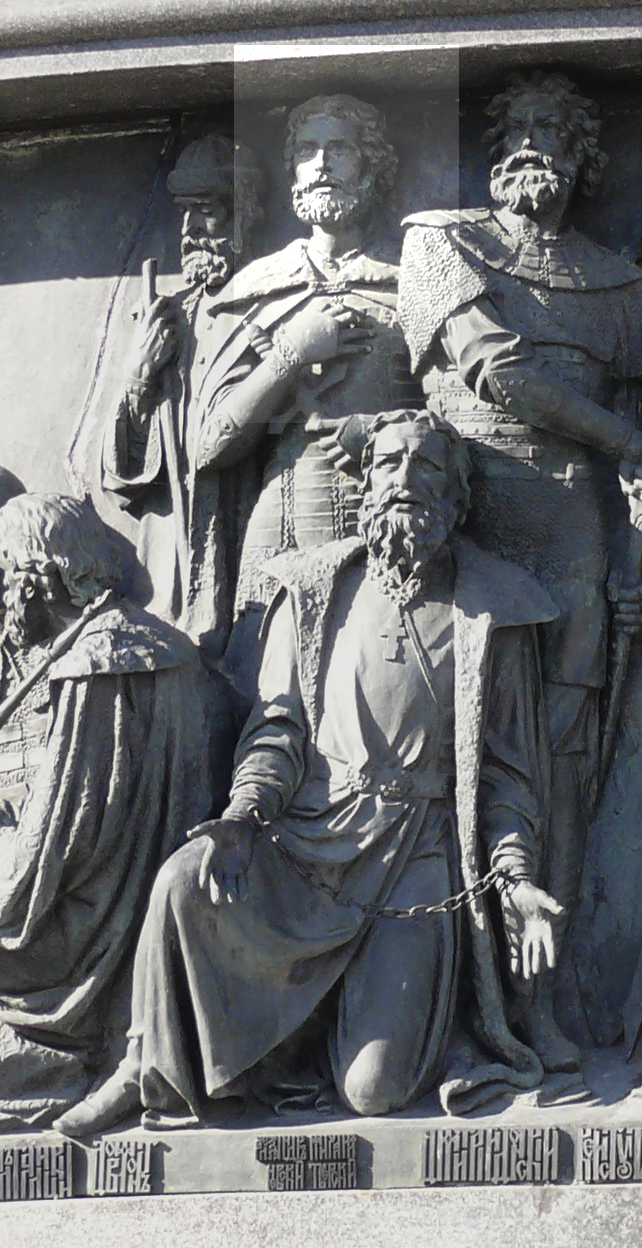
Фрагмент памятника «Тысячелетие России» в Великом Новгороде
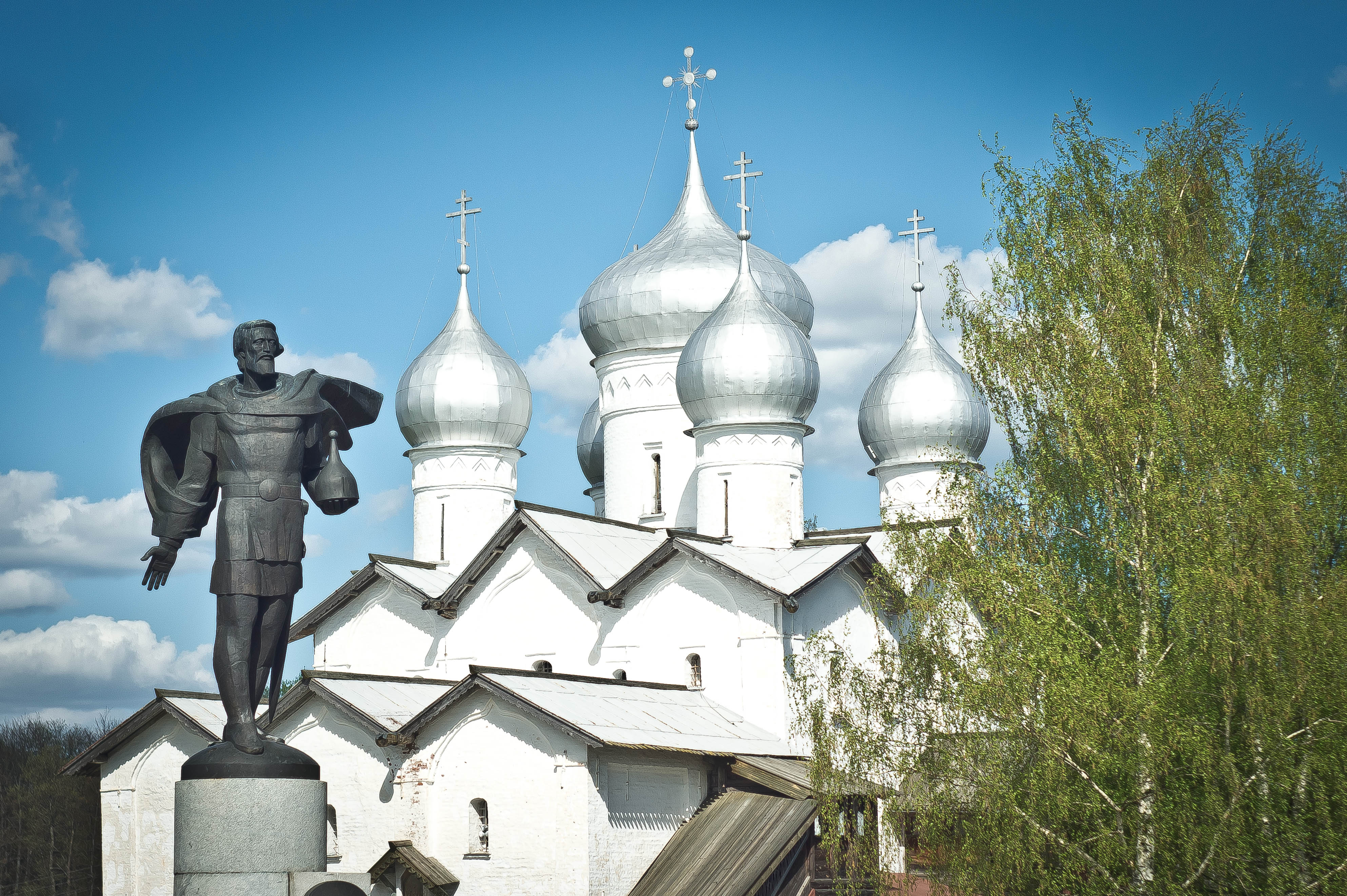
Памятник в Великом Новгороде
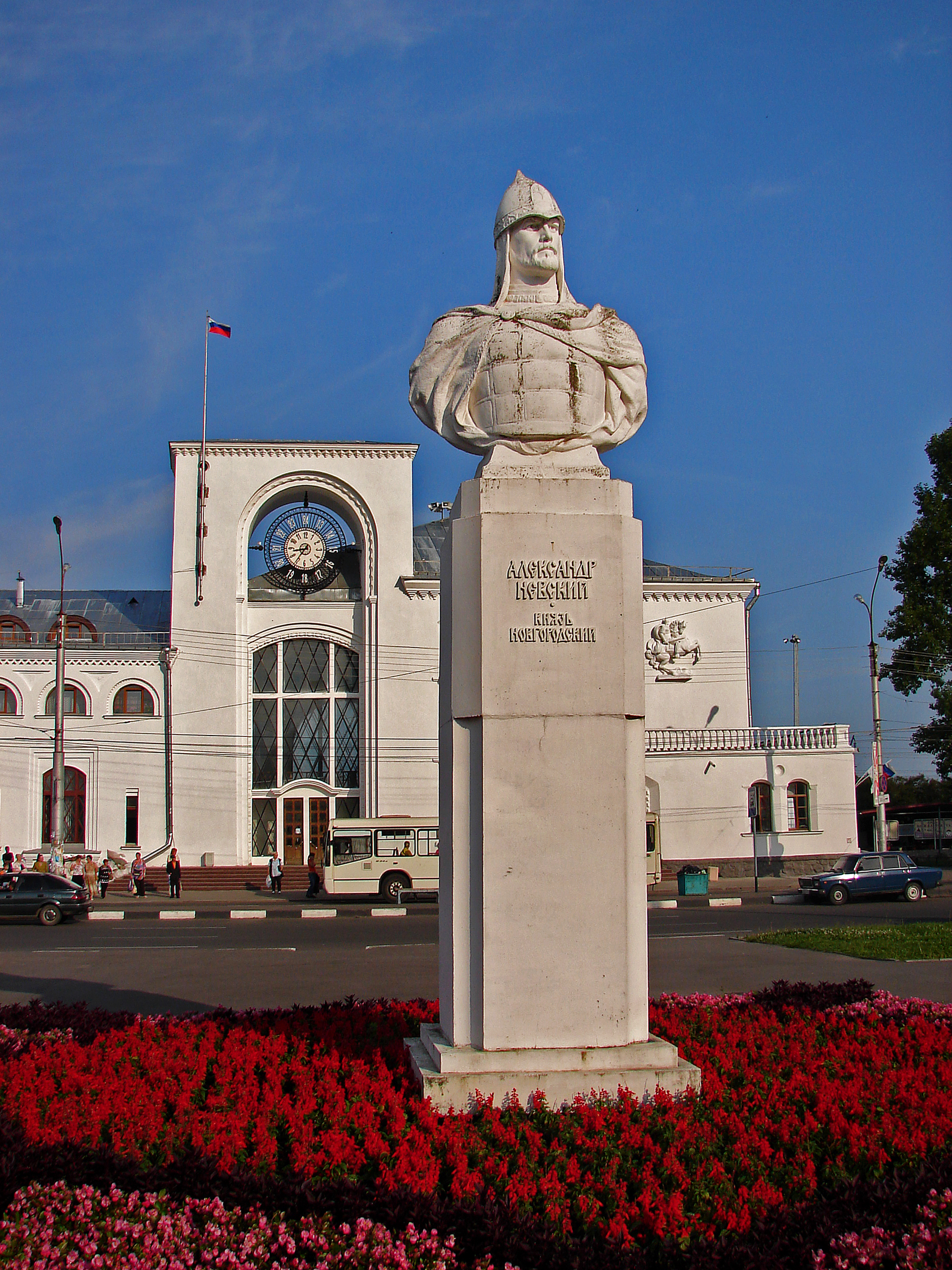
Бюст в Великом Новгороде
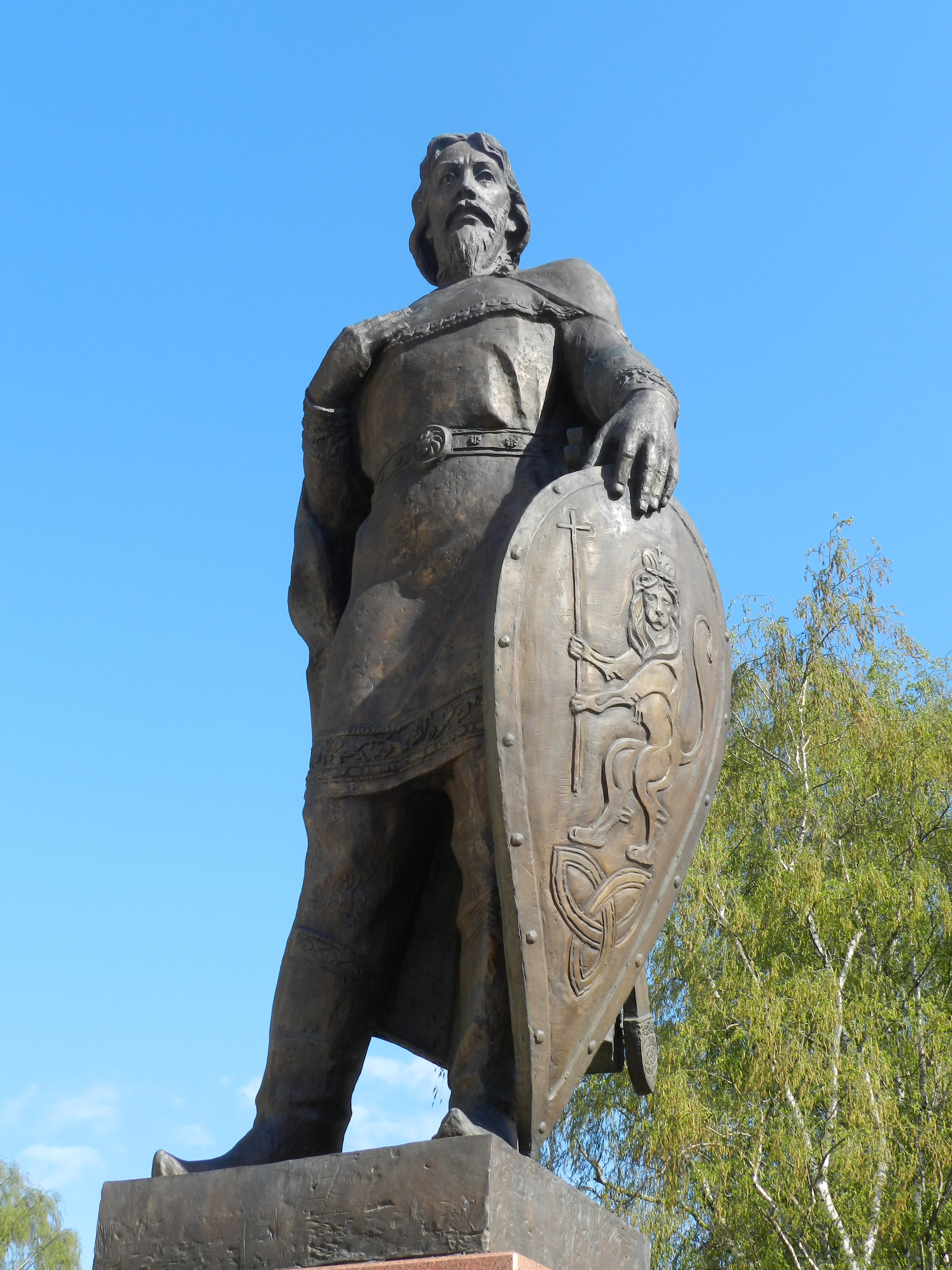
Памятник во Владимире
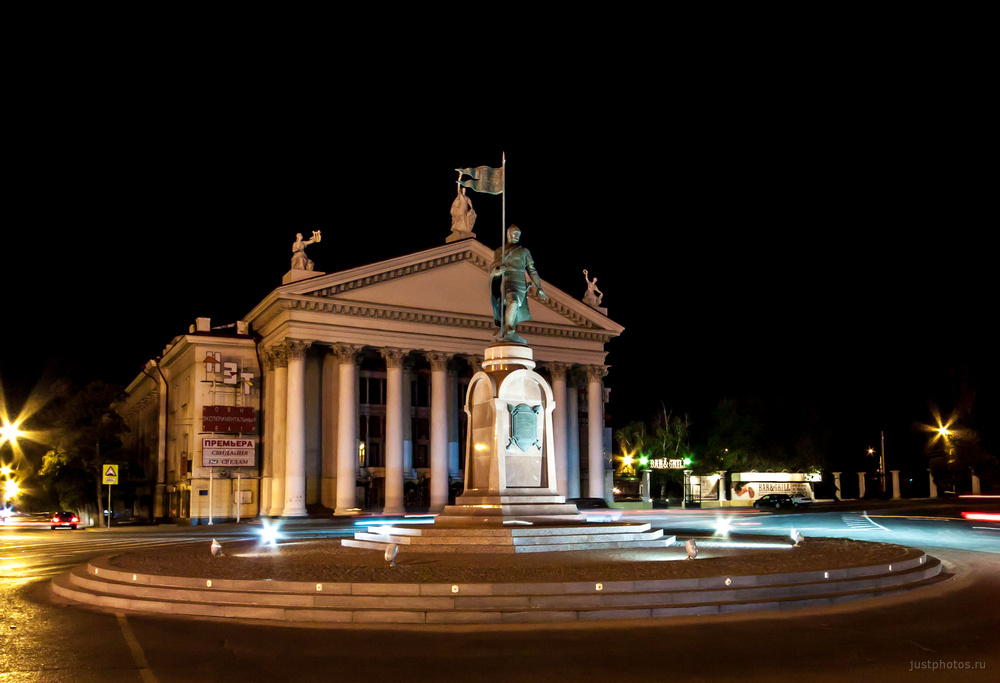
Памятник в Волгограде
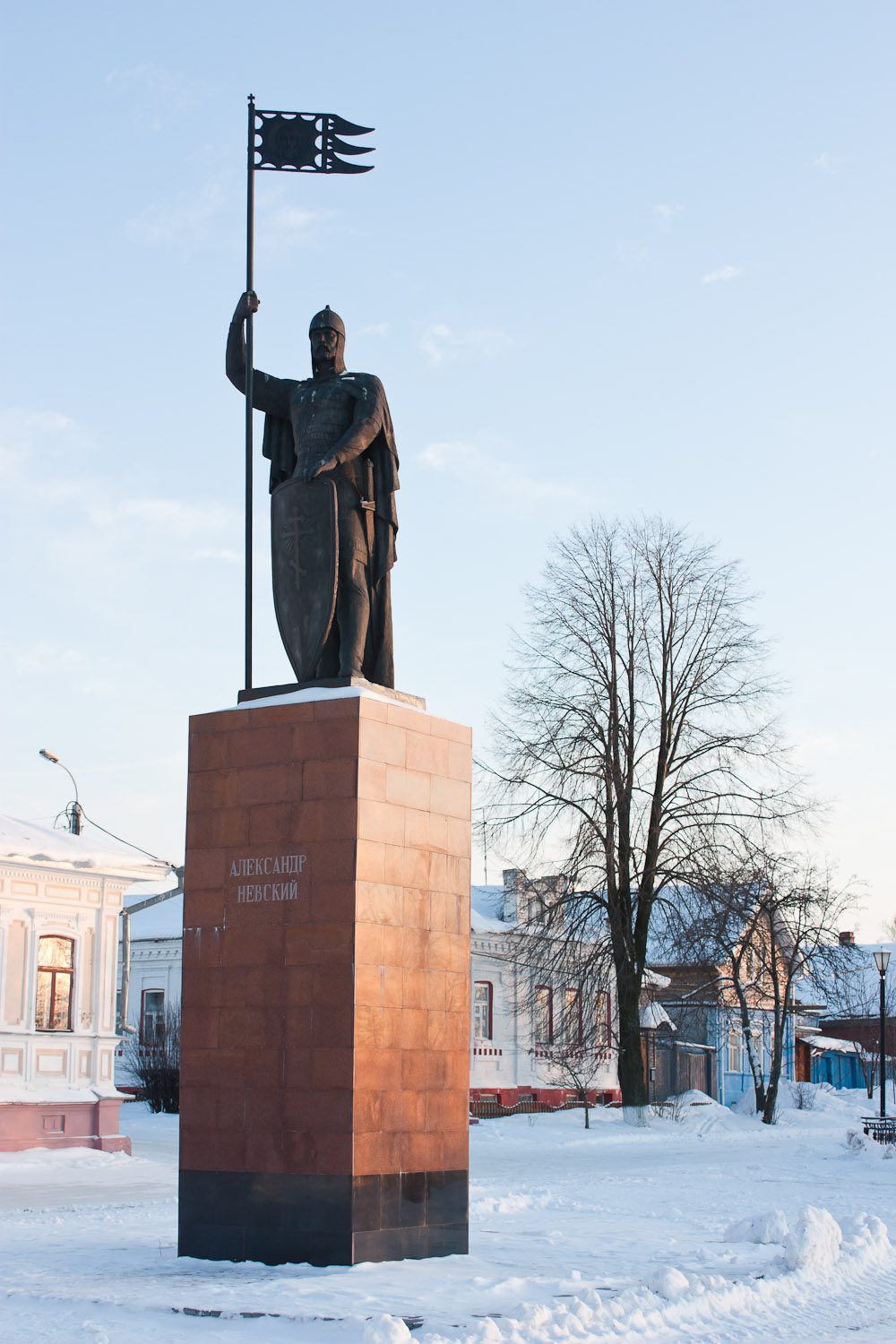
Памятник в Городце
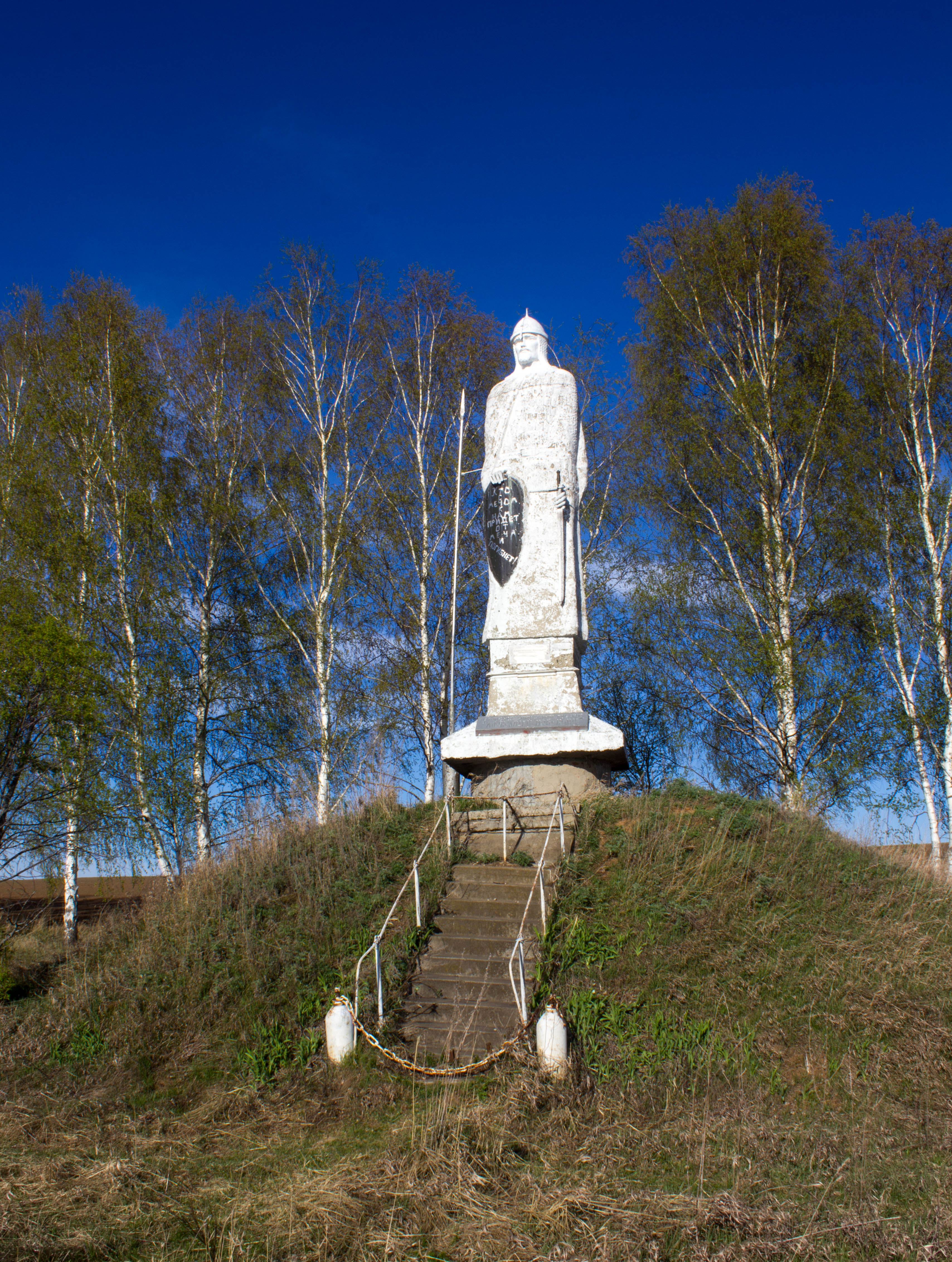
Памятник в Дальнеконстантиновском районе (Нижегородская область)
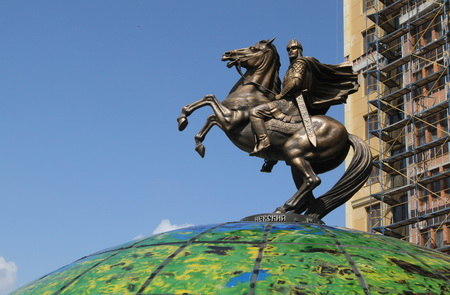
Памятник в Донецке
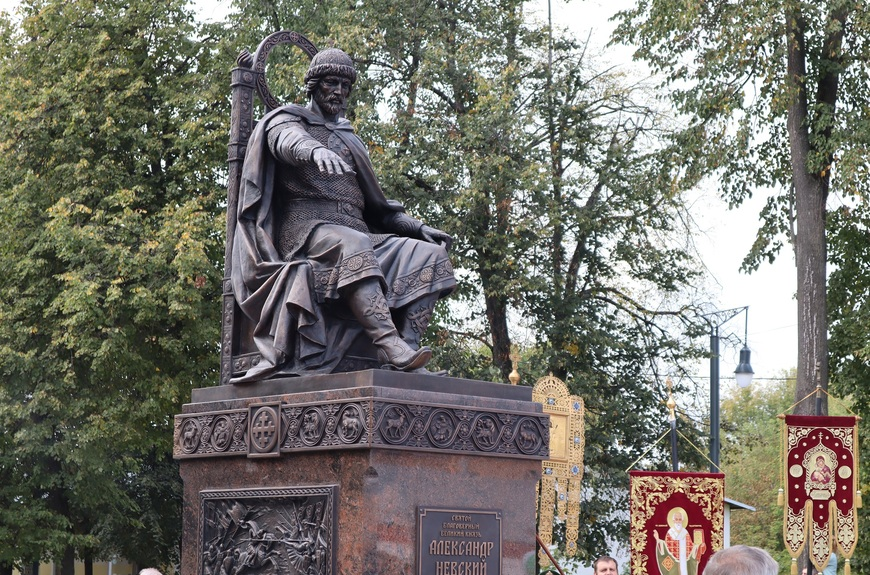
Памятник в Егорьевске
Бюст в Краснодаре
Памятный крест дружинам Александра Невского, Кобылье Городище
Памятник в честь 750-летия со дня Ледового побоища, Кобылье Городище
Скульптура в Кургане
Памятник в Курске
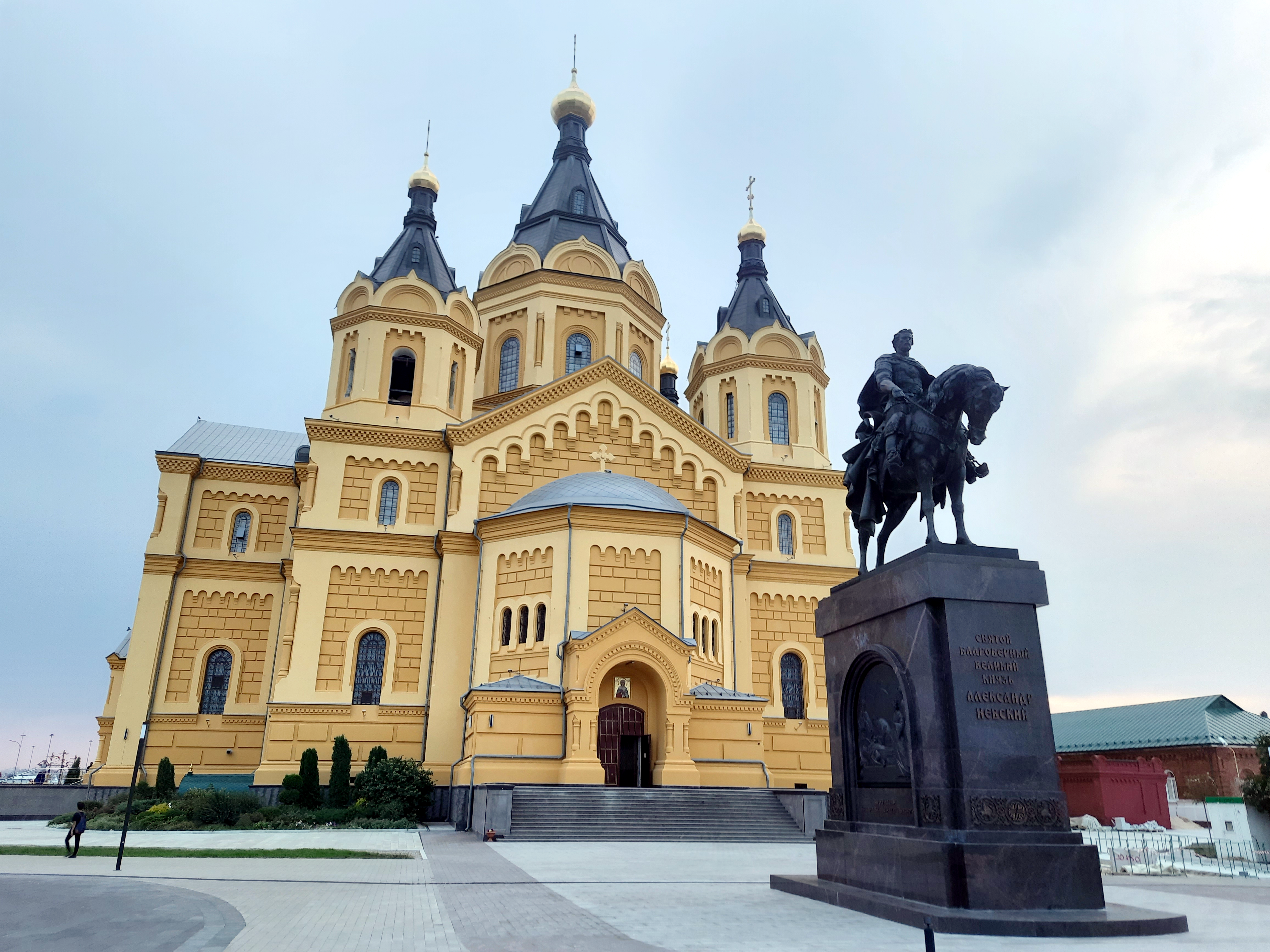
Памятник в Нижнем Новгороде
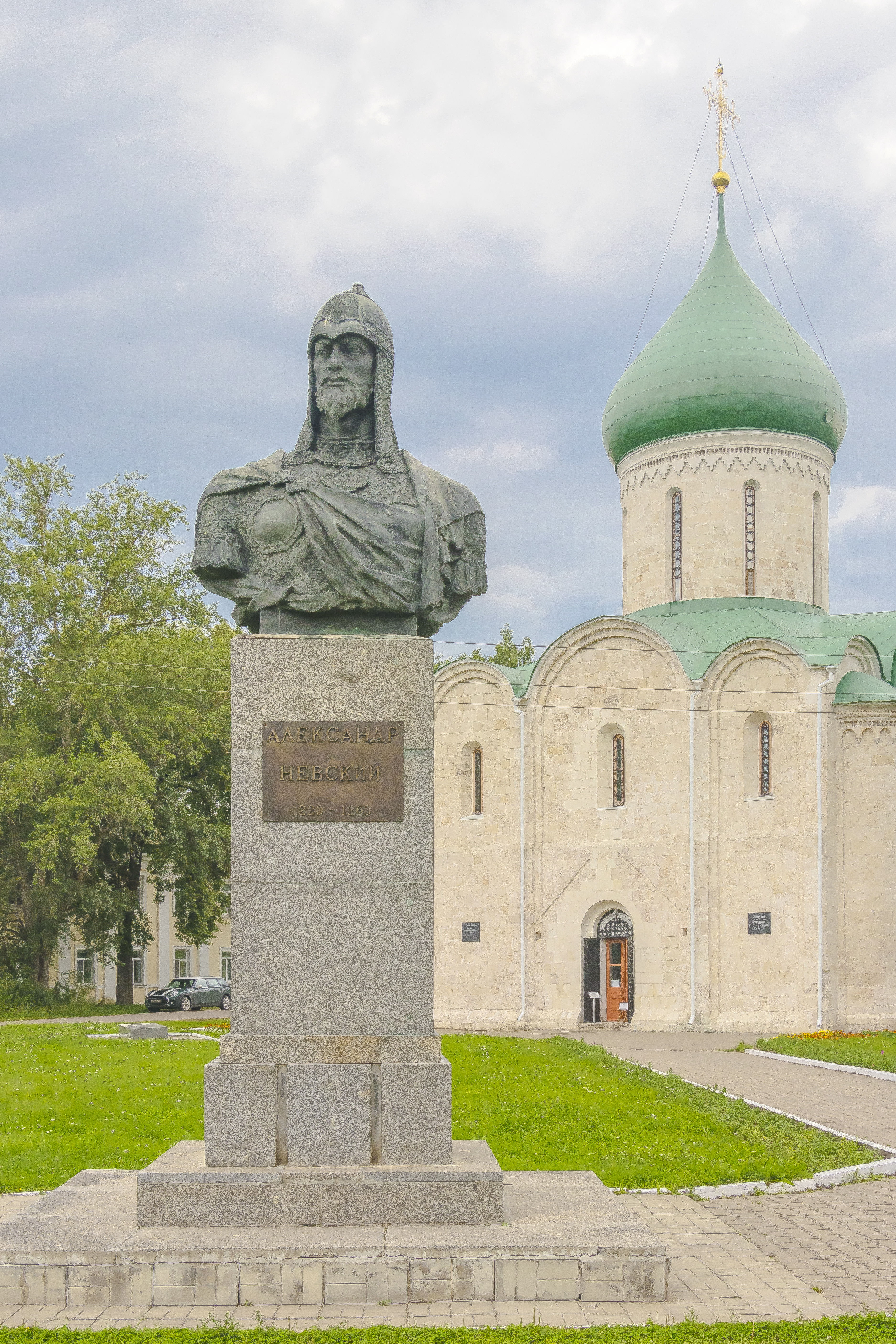
Спасо-Преображенский собор (XII век) и памятник князю Александру Невскому (сер. XX века). Переславль-Залесский
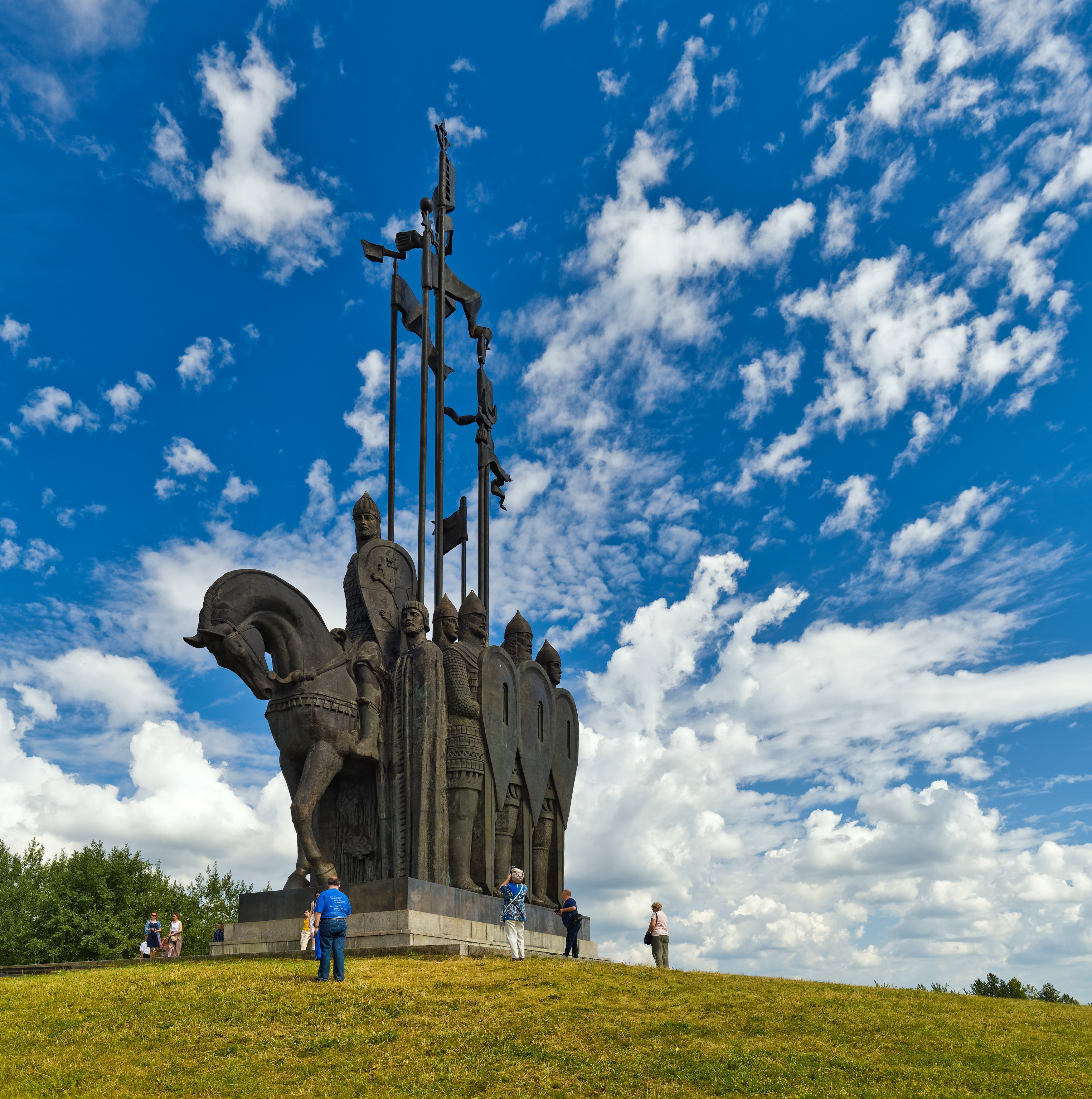
Монумент в Псковском районе на горе Соколиха
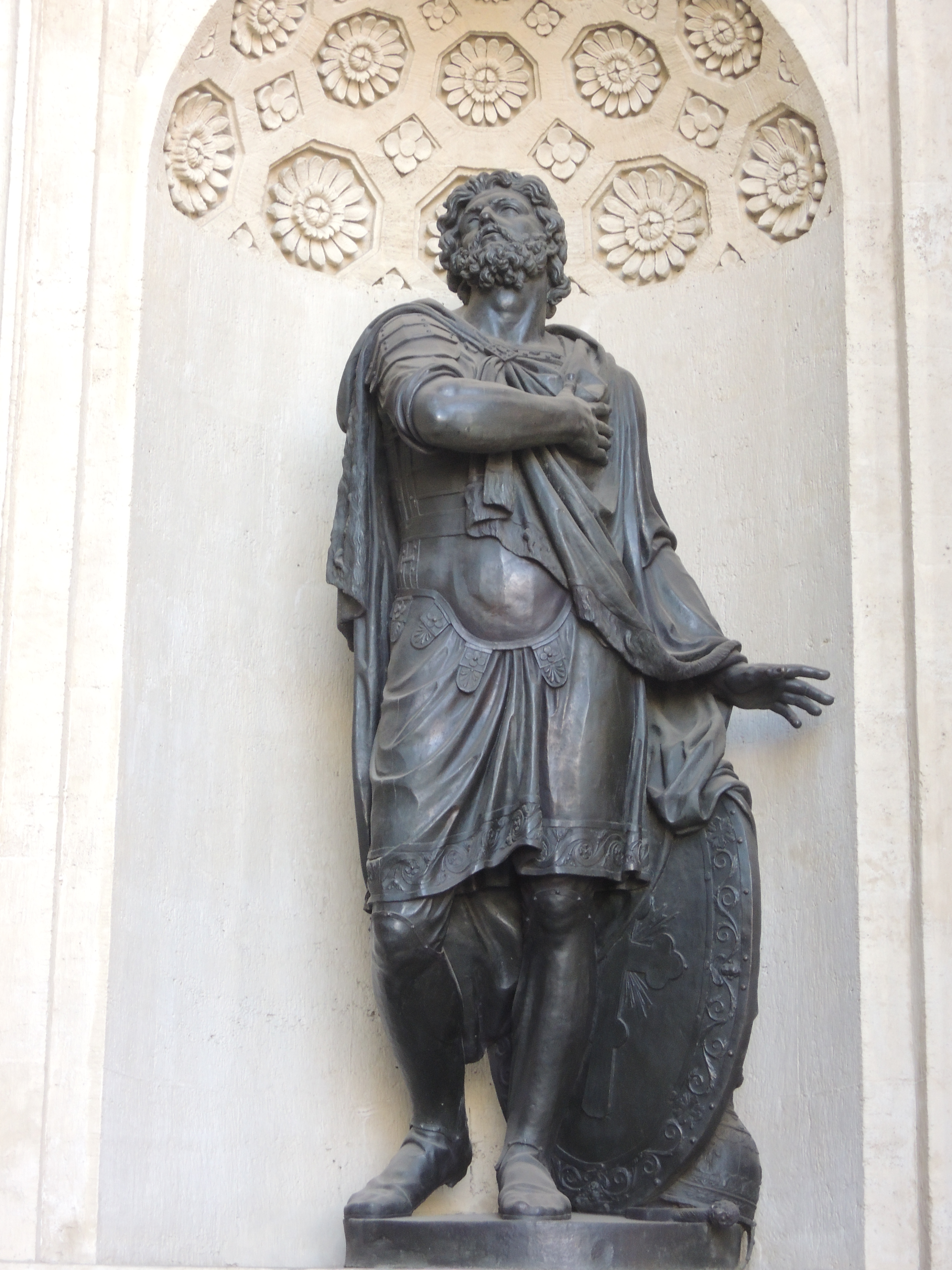
Санкт-Петербург, Казанский собор
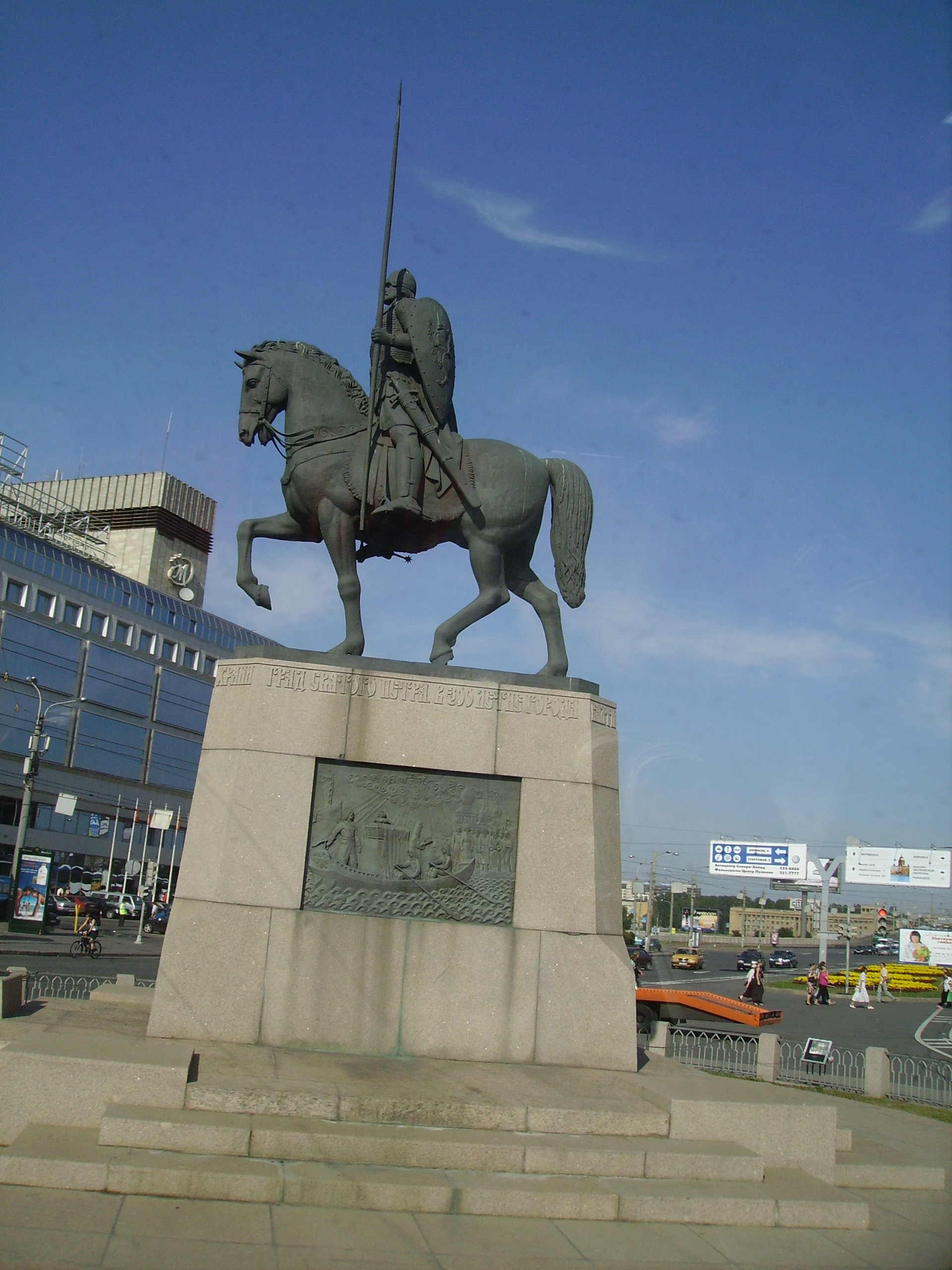
Санкт-Петербург, Площадь Александра Невского
Санкт-Петербург, Пушкин
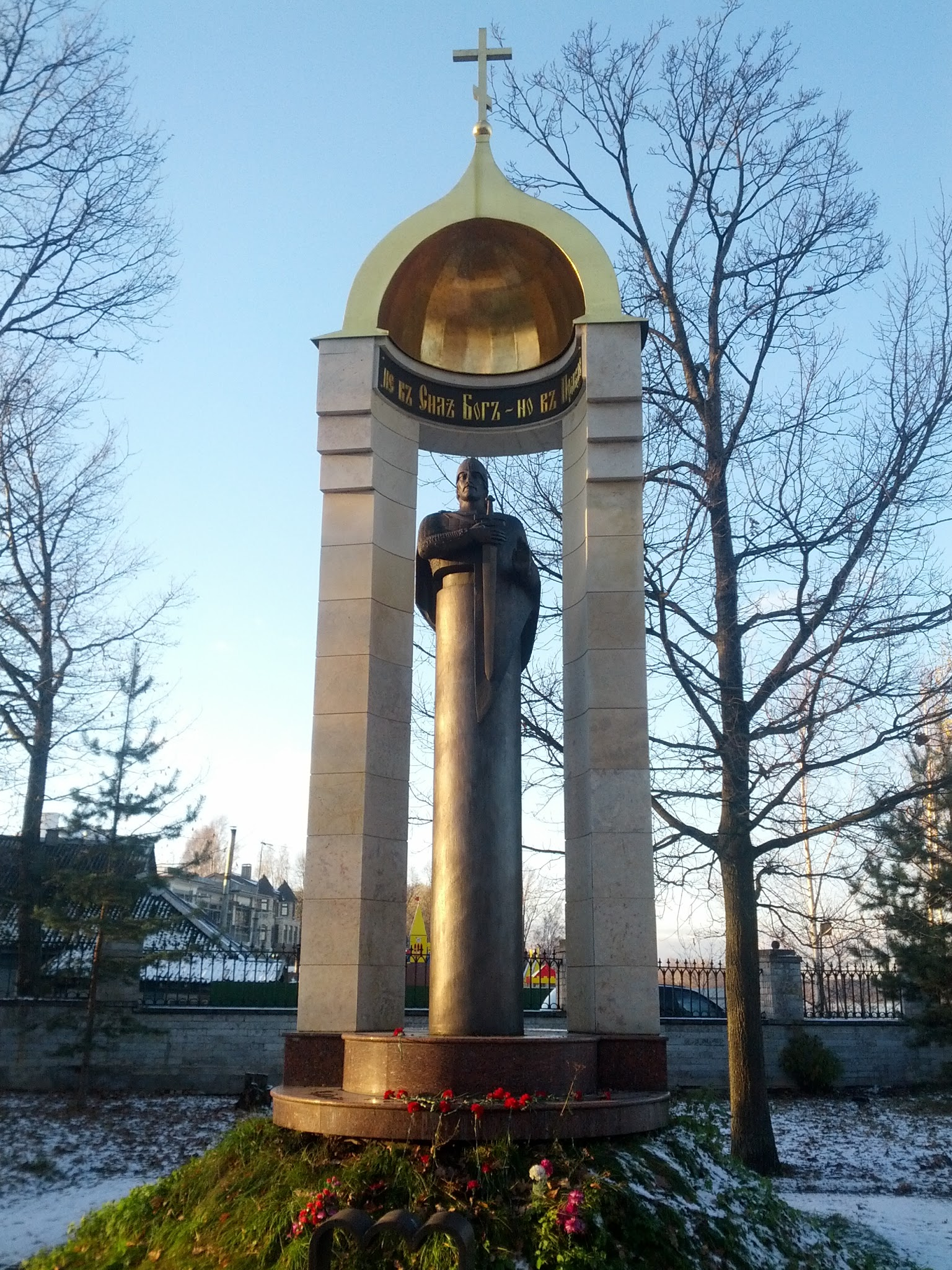
Санкт-Петербург, Усть-Ижора, памятник-часовня
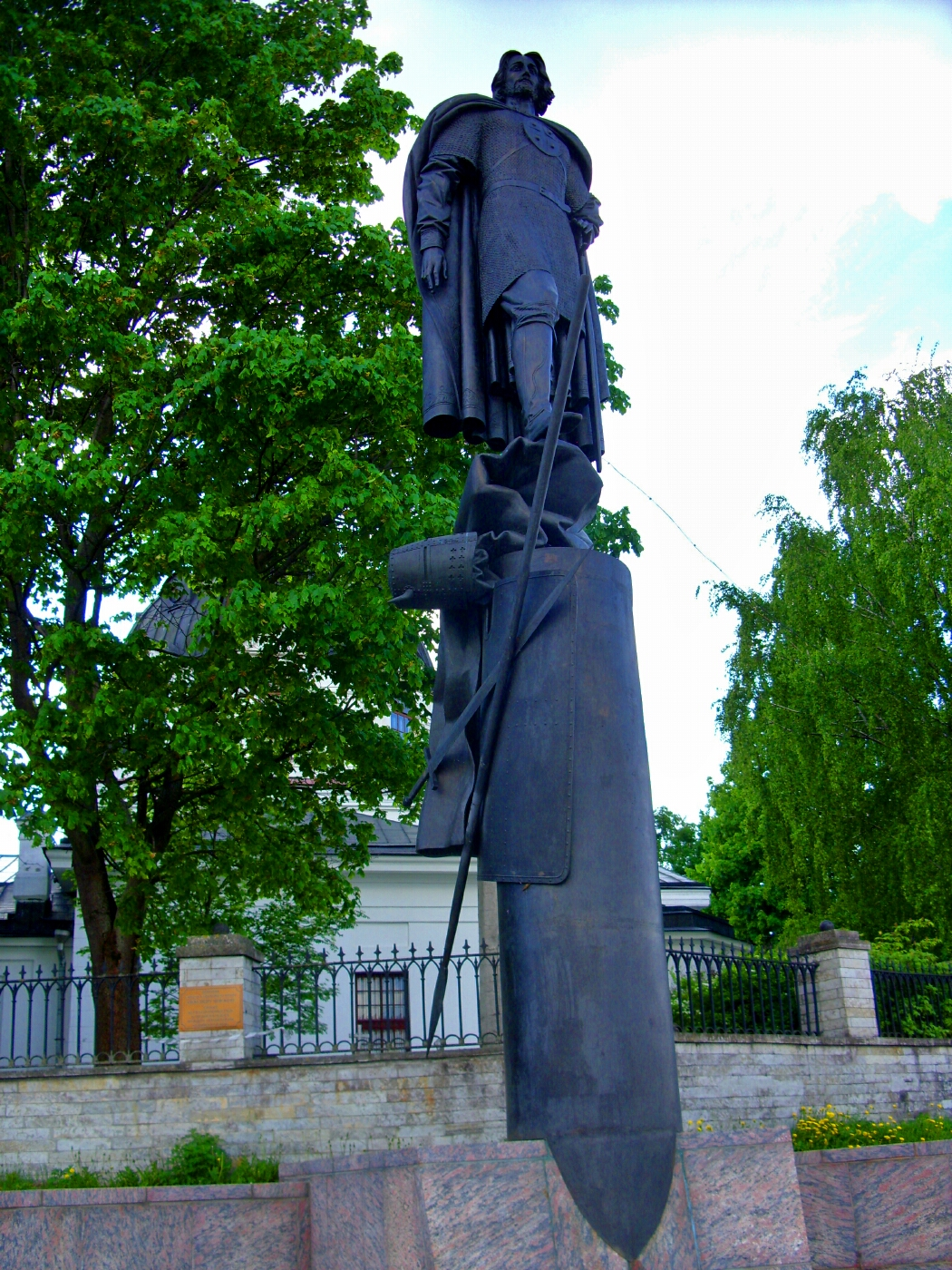
Памятник в Усть-Ижоре
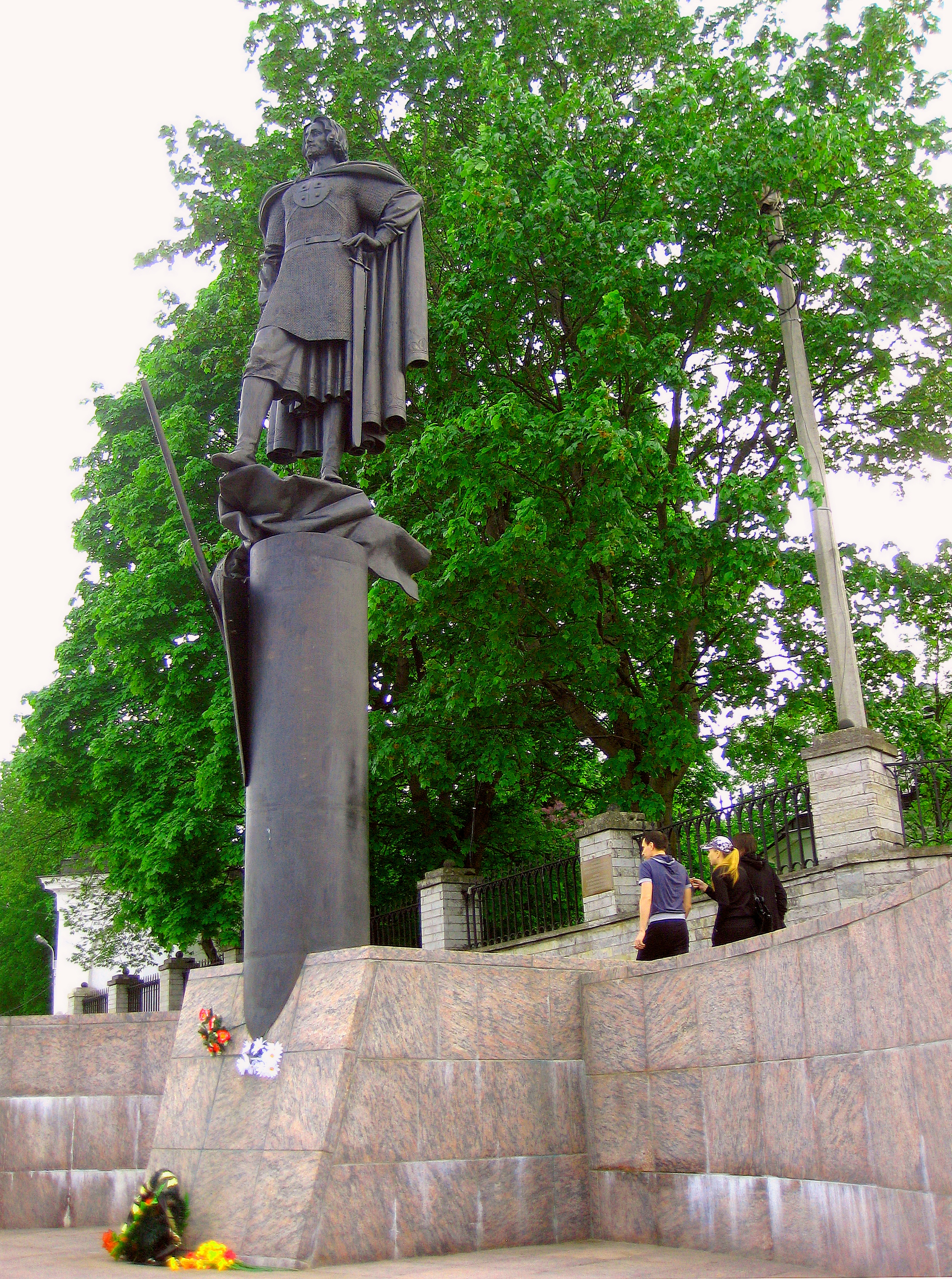
Санкт-Петербург, Усть-Ижора, памятник
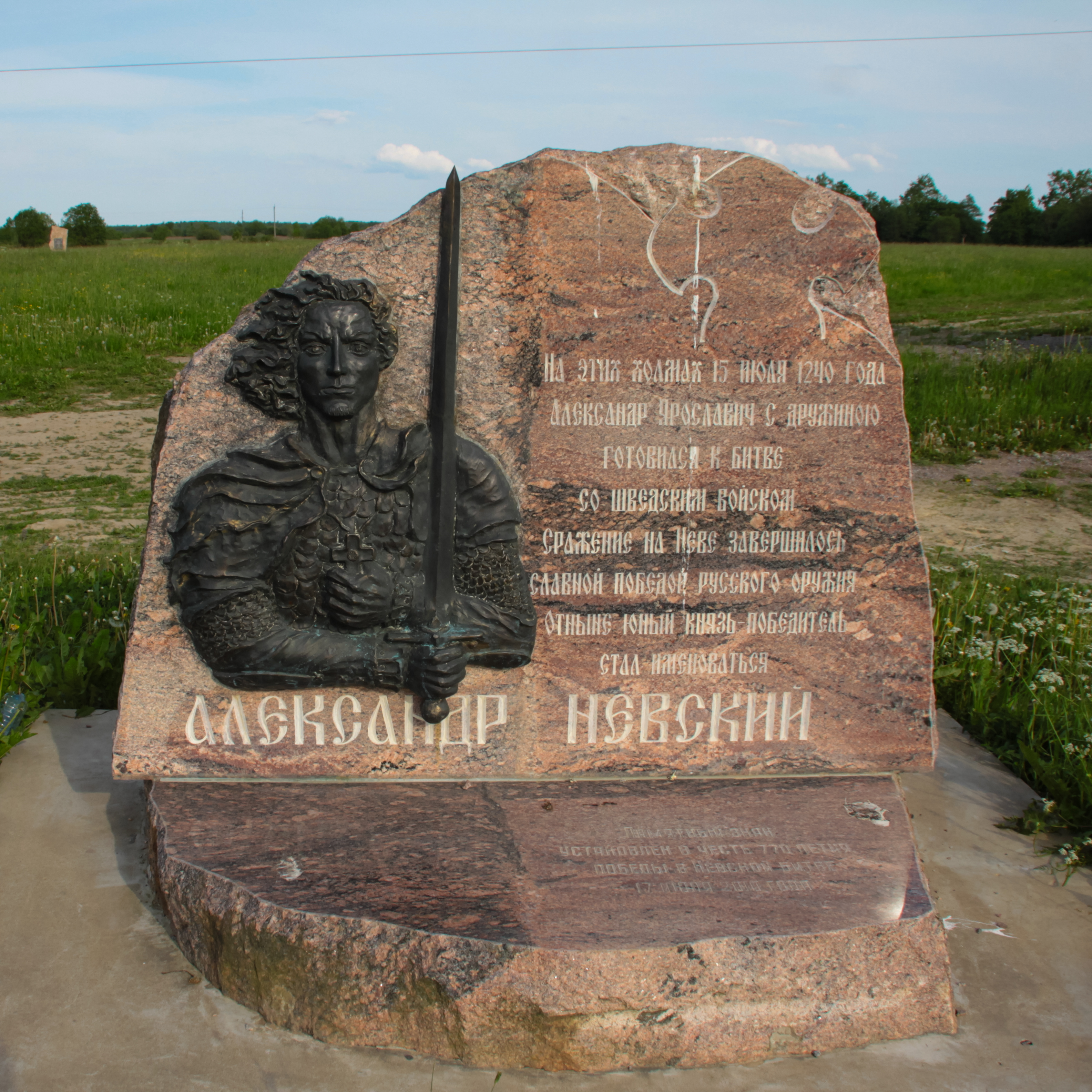
Стела в Ульяновке
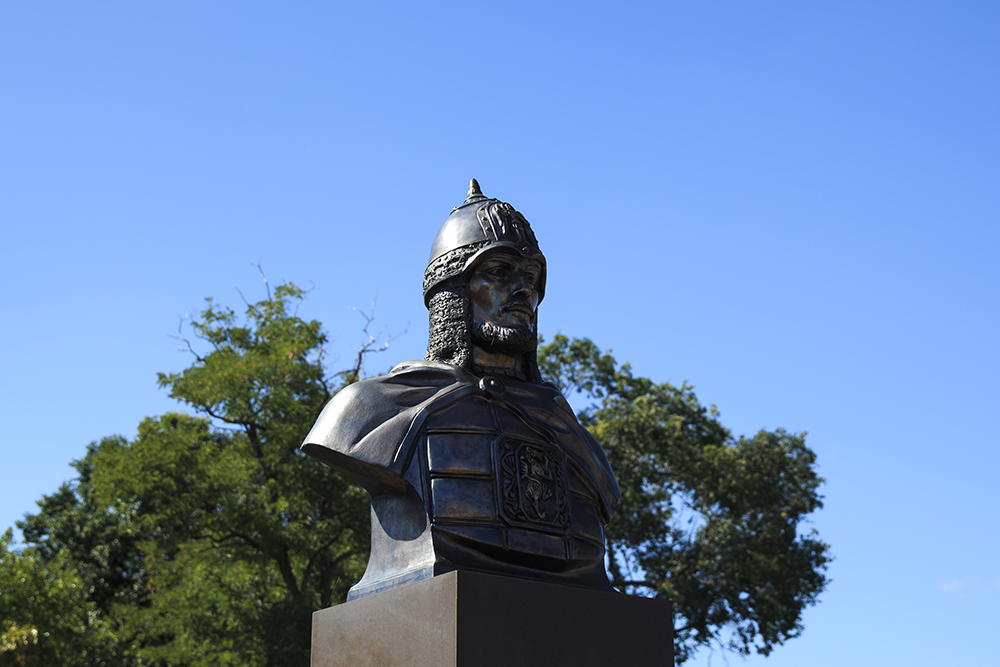
Бюст в Бендерах
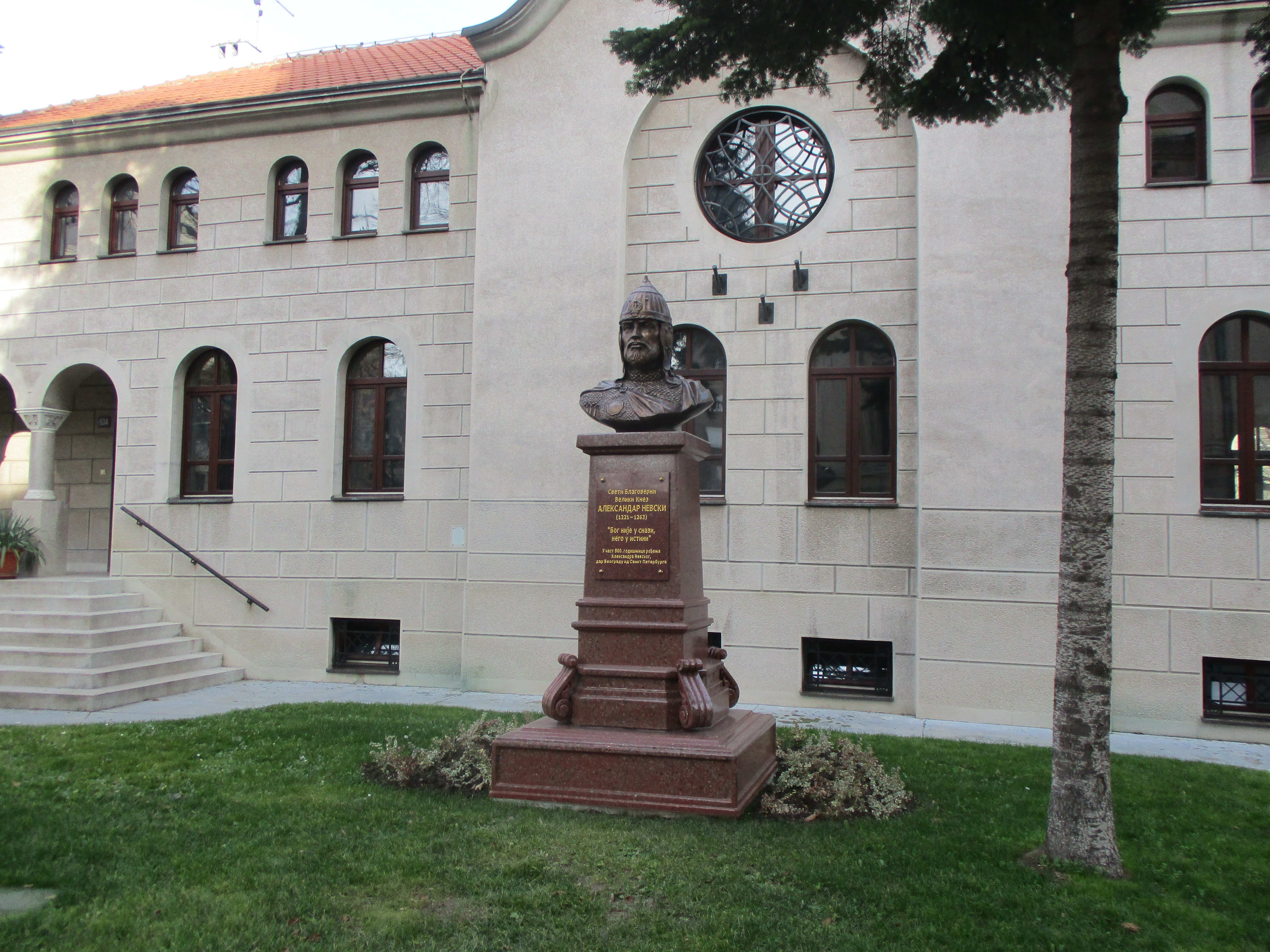
Бюст в Белграде
Бюст в Павлодаре
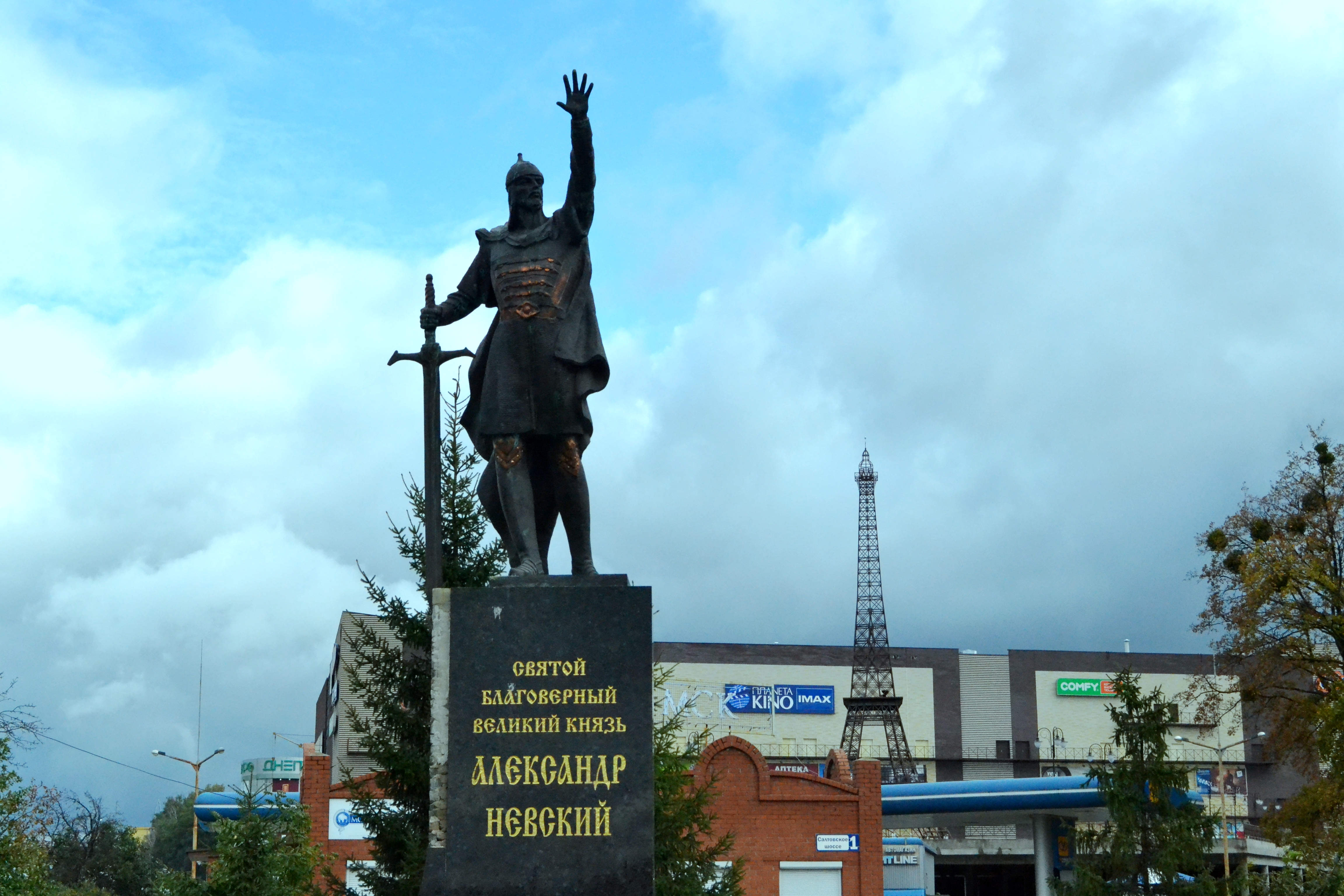
Памятник в Харькове (снесён)

## Государственные награды и памятные медали
- Орден Святого Александра Невского — орден Российской империи [59]
- Орден Александра Невского — орден СССР
- Орден Александра Невского — орден Российской Федерации
- Орден Святого благоверного великого князя Александра Невского 3-х степеней — орден Русской православной церкви
- Настольная медаль «Александр Невский» 1966 год, СССР [60]
- Настольная медаль «725 лет Ледовому побоищу. Александр Невский» 1966 год, СССР
- Настольная медаль «750 лет битве на Неве», 1990 г. СССР
- Настольная медаль «750 лет Невской битвы. Саятой князь Александр» 1990 год, СССР
- Настольная медаль «750 лет побед Александра Невского», 1991 г. СССР
- Настольная медаль 750-летие Победы Александра Невского на Чудском озере, 1992 год
- Настольная медаль «Князь Александр Невский». Посвящена установке памятника в С-Петербурге в 2000 году.
- Настольная медаль «Александр Невский. Невская битва в устье реки Ижоры». 2010 г.
- Настольная медаль «770 лет Ледовому побоищу. Александр Невский». 2010 г
- Комплект юбилейных медалей к 800-летию Александра Невского, 2021 г.[61]

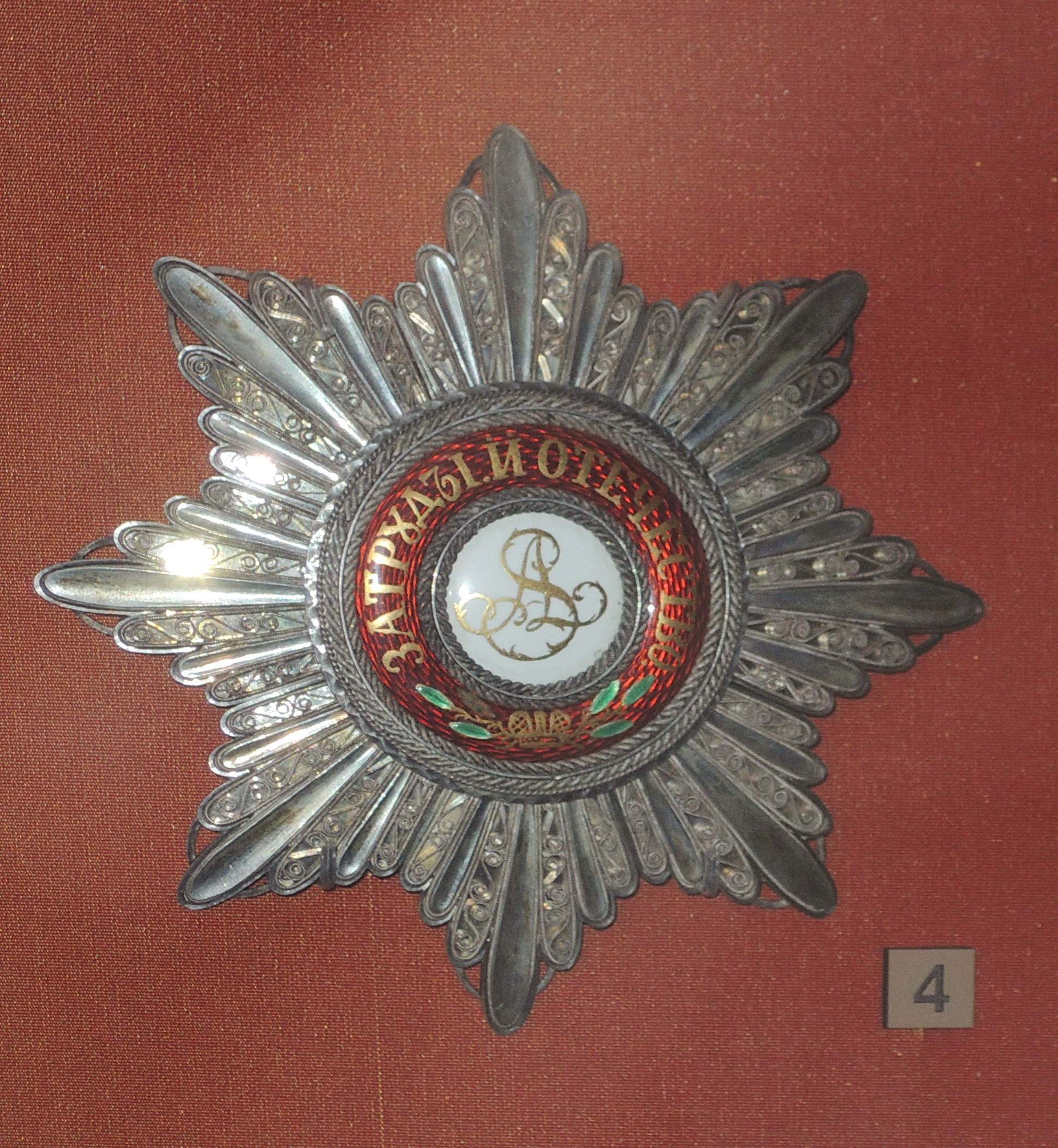
Звезда ордена Российской империи
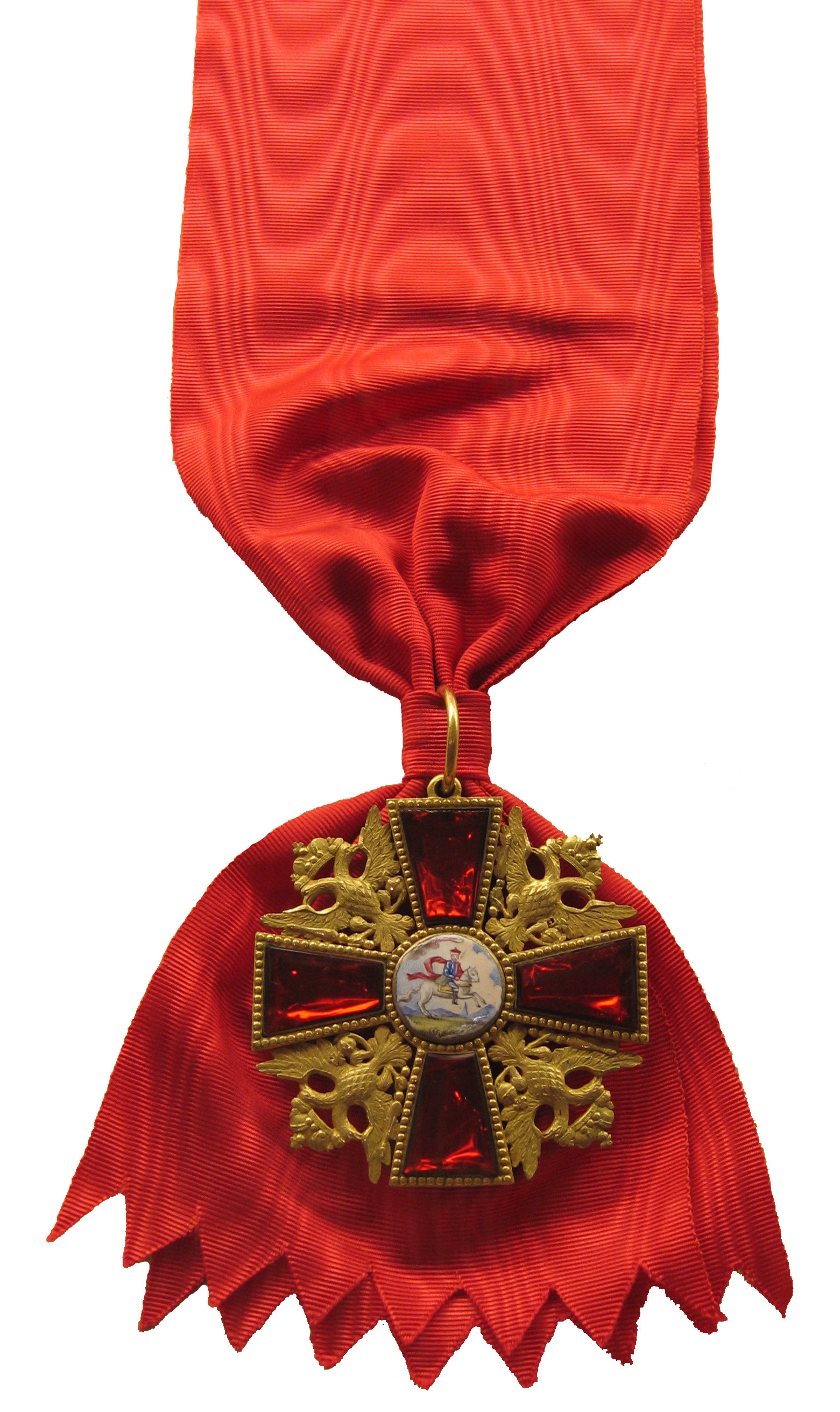
Знак ордена Российской империи
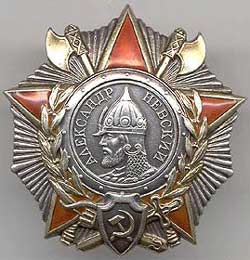
Орден СССР
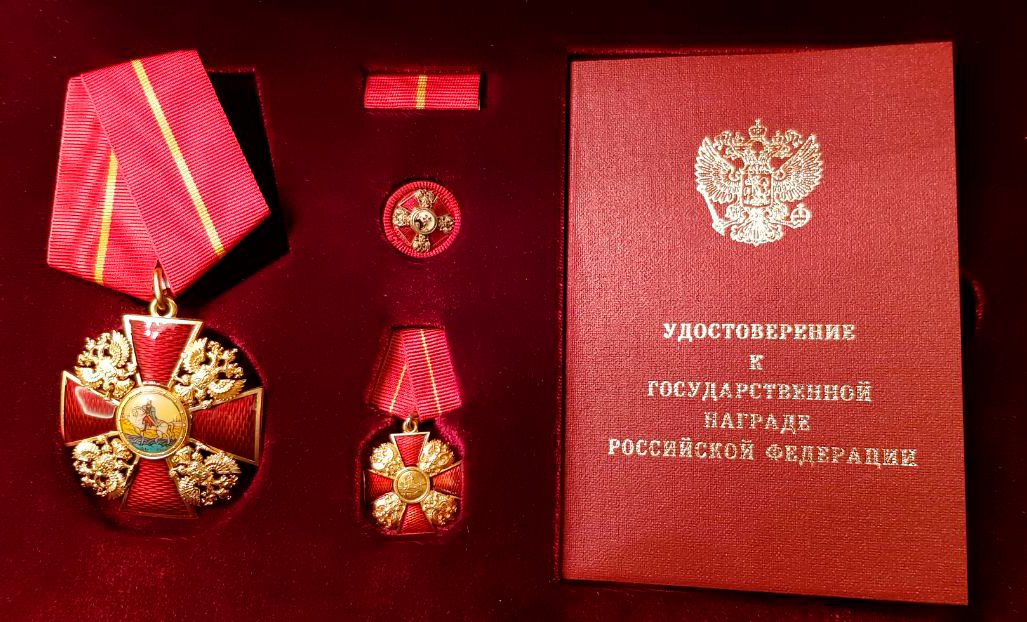
Орден Российской Федерации
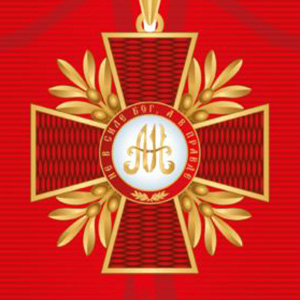
Орден РПЦ I степени
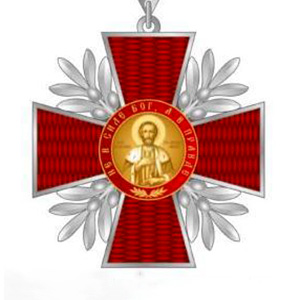
Орден РПЦ II степени
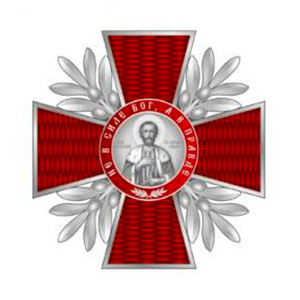
Орден РПЦ III степени

## Монеты
- 2 апреля 1992 года Центральный Банк России выпустил 3-х рублёвую медно-никелевую памятную монету «750-летие Победы Александра Невского на Чудском озере»[62];
- 28 декабря 1995 года Центральный Банк России выпустил 6 памятных монет из драгоценных металлов посвящённая 1000-летию России —  Александр Невский: две 3-х рублёвых серебряных монет[63][64], 50 рублёвая золотая монета[65], 100 рублёвая золотая монета[66], 150 рублёвая платиновая монета[67] и 25 рублёвая палладиевая монета[68].
- 6 мая 2010 года Национальным банком Республики Беларусь выпущена памятная монета «Свято-Александро-Невский собор»[69].
- 10 марта 2021 года Банк России выпустил серию монет, посвящённую 800-летию со дня рождения Александра Невского.

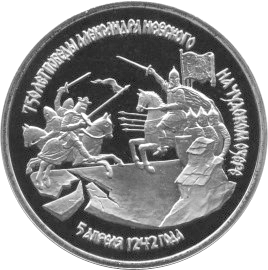
Юбилейная монета к 750-летию Ледового побоища (1992)
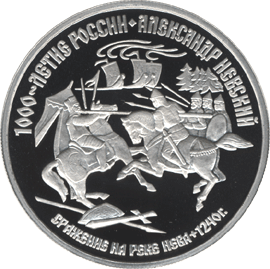
Монета из исторической серии «1000-летие России» к годовщине Невской битвы
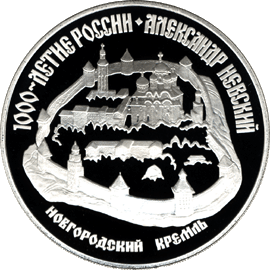
Монета из исторической серии «1000-летие России», Новгородский Кремль
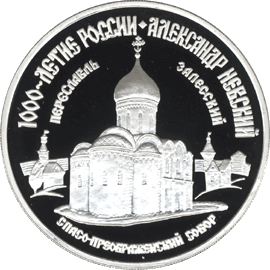
Монета из исторической серии «1000-летие России», Переславль-Залесский
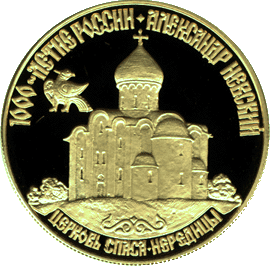
Монета из исторической серии «1000-летие России», церковь Спаса-Нередецы
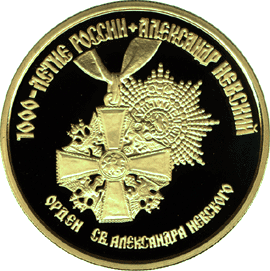
Монета из исторической серии «1000-летие России», Орден Святого Александра Невского
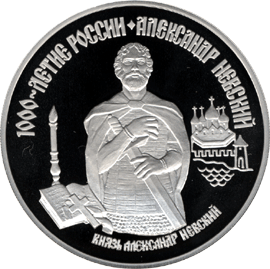
Монета из исторической серии «1000-летие России», князь Александр Невский
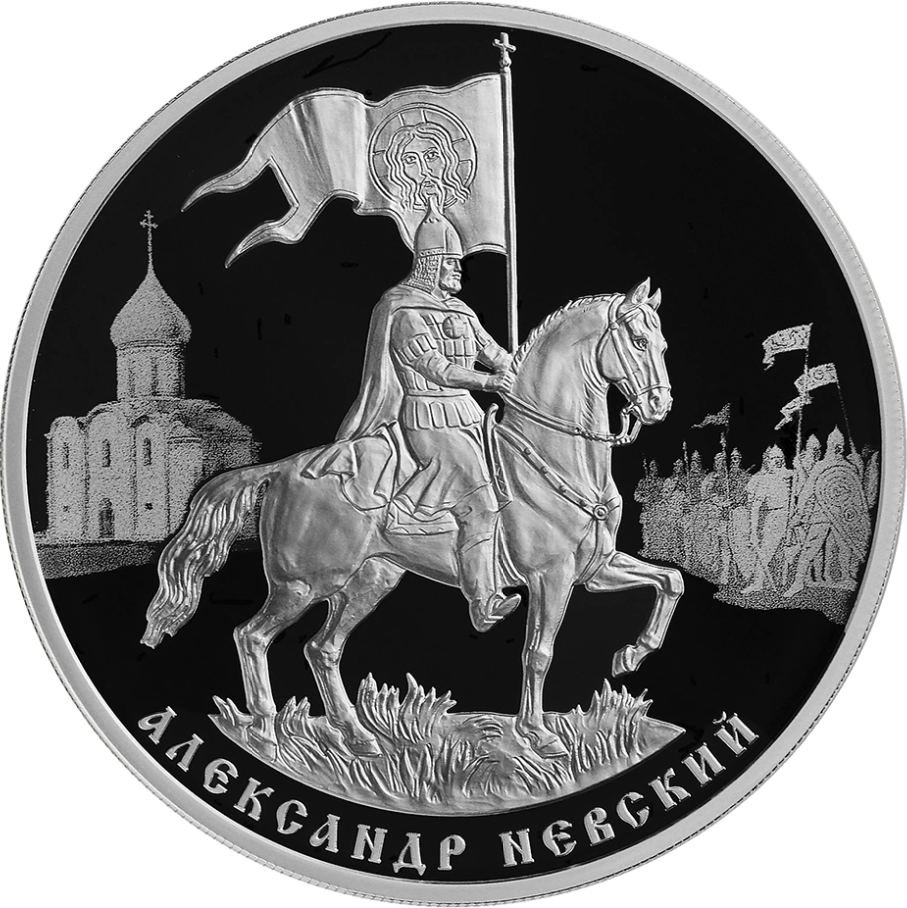
Серебряная монета Банка России номиналом 3 рубля 2021 года. 800-летие со дня рождения князя Александра Невского: князь Александр Невский в доспехах верхом на коне под развевающимся знаменем на фоне православного храма и вооруженного войска
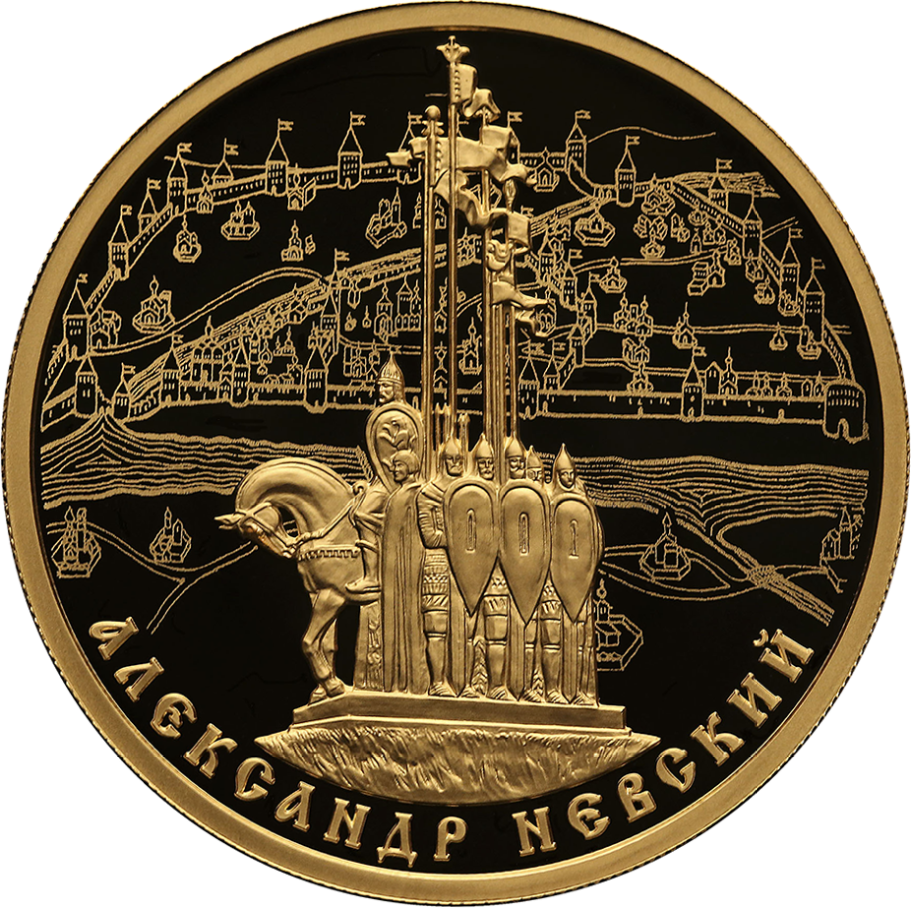
Золотая монета Банка России номиналом 100 рублей 2021 года. 800-летие со дня рождения князя Александра Невского: памятник дружинам Александра Невского на горе Соколиха на фоне панорамы средневекового Пскова

## В искусстве
Одно из первых описаний сражения князя Александра Невского с рыцарями Ордена содержится в ливонской «Рифмованной хронике» XIII века

### Художественная литература
- Юность полководца. 1952 г. Автор — Василий Григорьевич Ян (В. Г. Янчевецкий). Москва, Издательство «Художественная литература». 1989 г.
- Александр Невский. Из серии «Ратоборцы». Автор — Алексей Кузьмич Югов. Издательство «Лениздат». 1983 г.
- Александр Невский. Автор — Александр Юрьевич Сегень. Издательство ИТРК. 2003 г.
- Лазутчик Александра Невского. Автор — Сергей Михайлович Юхнов (Копычев). Издательство «Эксмо». 2008 г.
- Александр Невский (также, Князь Ярослав и его сыновья). Автор — Борис Львович Васильев.
- Легенды серебряного кольца Александра Невского. Автор — Александр Александрович Селезнёв[71][72][73][74][75][76].

### Кинематограф

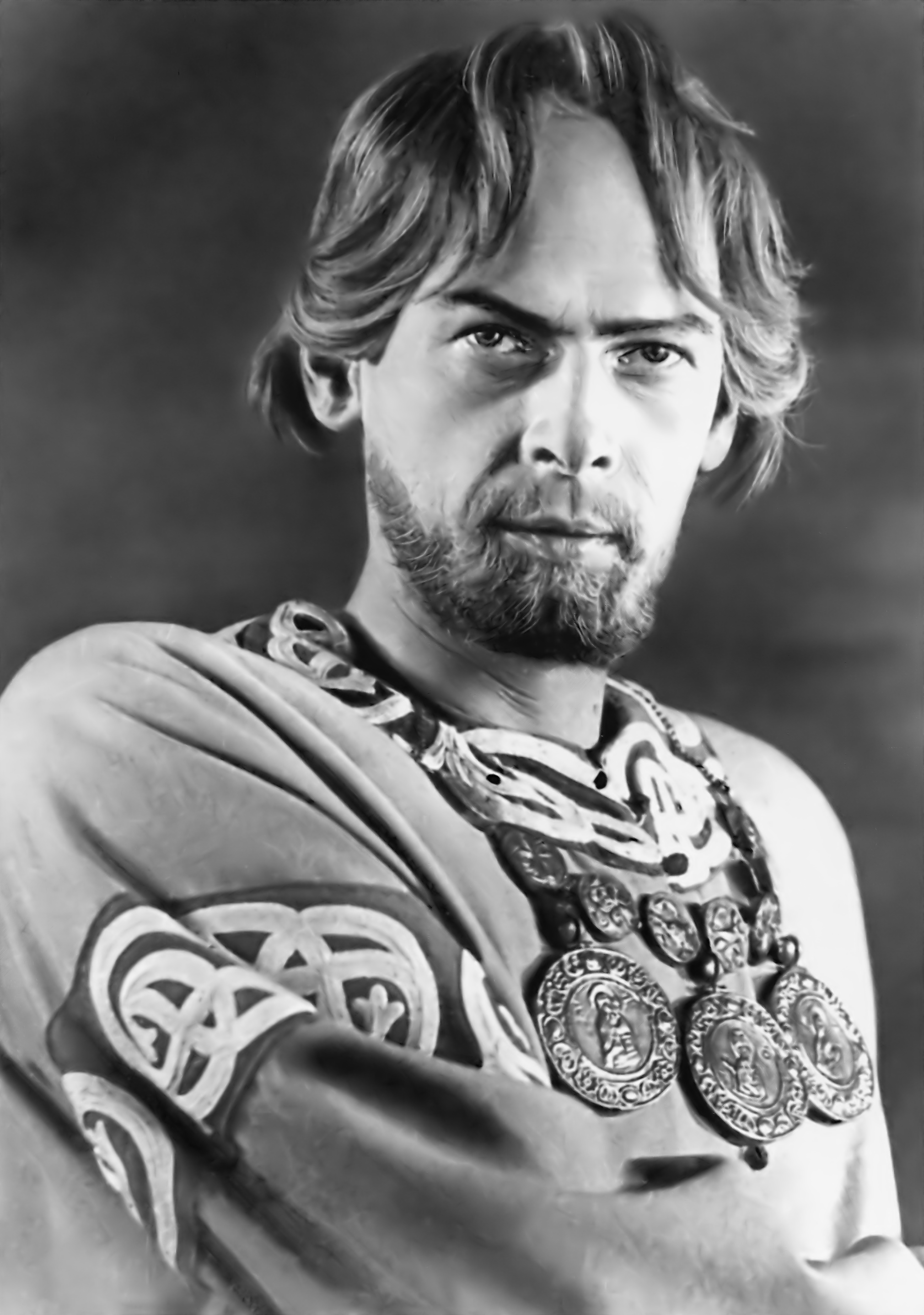
Николай Черкасов в роли Александра Невского

- Александр Невский, Невский — Николай Черкасов, режиссёр — Сергей Эйзенштейн, 1938 год
- Господин Великий Новгород, Невский — Александр Франскевич-Лайе, режиссёр — Алексей Салтыков, 1985 год
- Житие Александра Невского, Невский — Анатолий Горгуль, режиссёр — Георгий Кузнецов, 1991 год
- Александр. Невская битва, Невский — Антон Пампушный, режиссёр — Игорь Каленов, — Россия, 2008 год

### Живопись
- Портрет Александра Невского (центральная часть триптиха, 1942 г.) работы Павла Корина.
- Картина «Кончина Александра Невского» (1900 год) работы Михаила Нестерова.

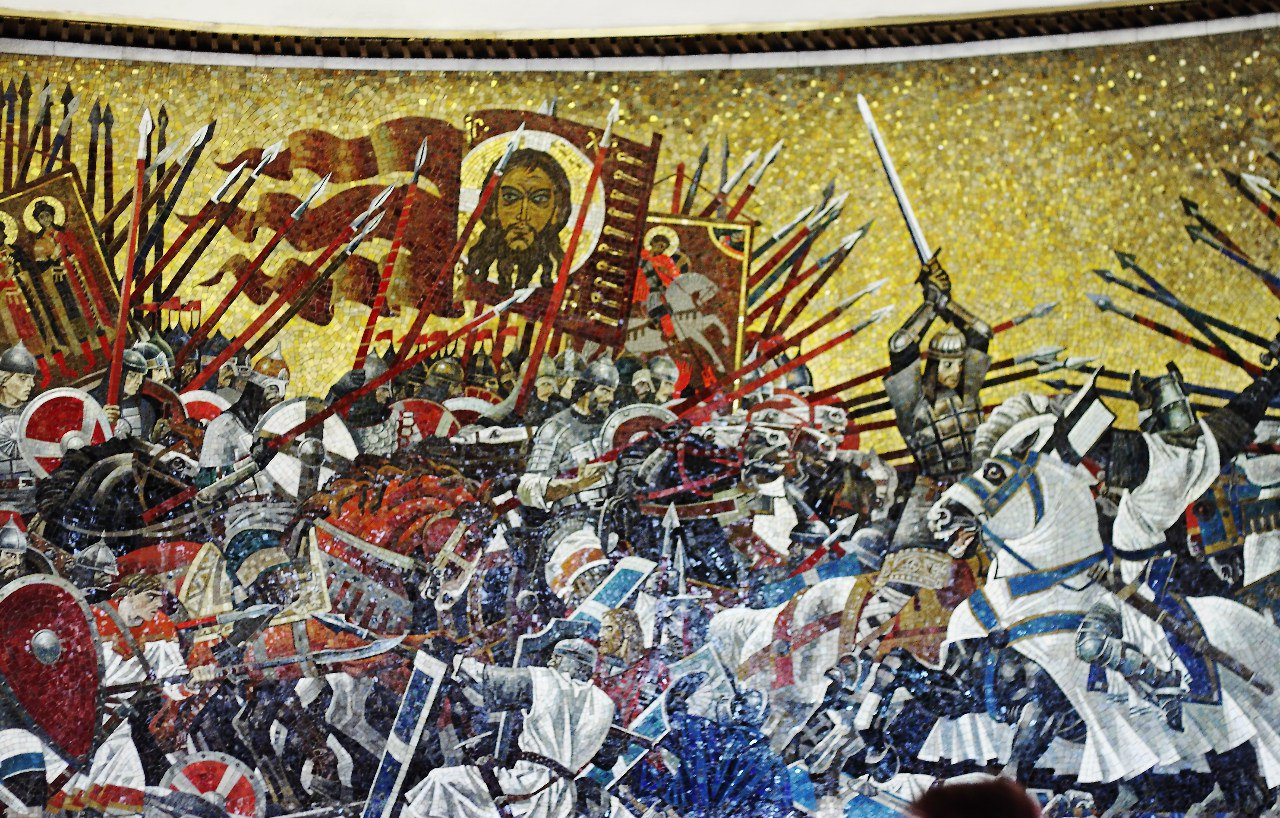
Мозаичное панно «Ледовое побоище» на станции метро «Площадь Александра Невского» в С-Петербурге. 1985 год, по эскизу художника А. К. Быстрова.
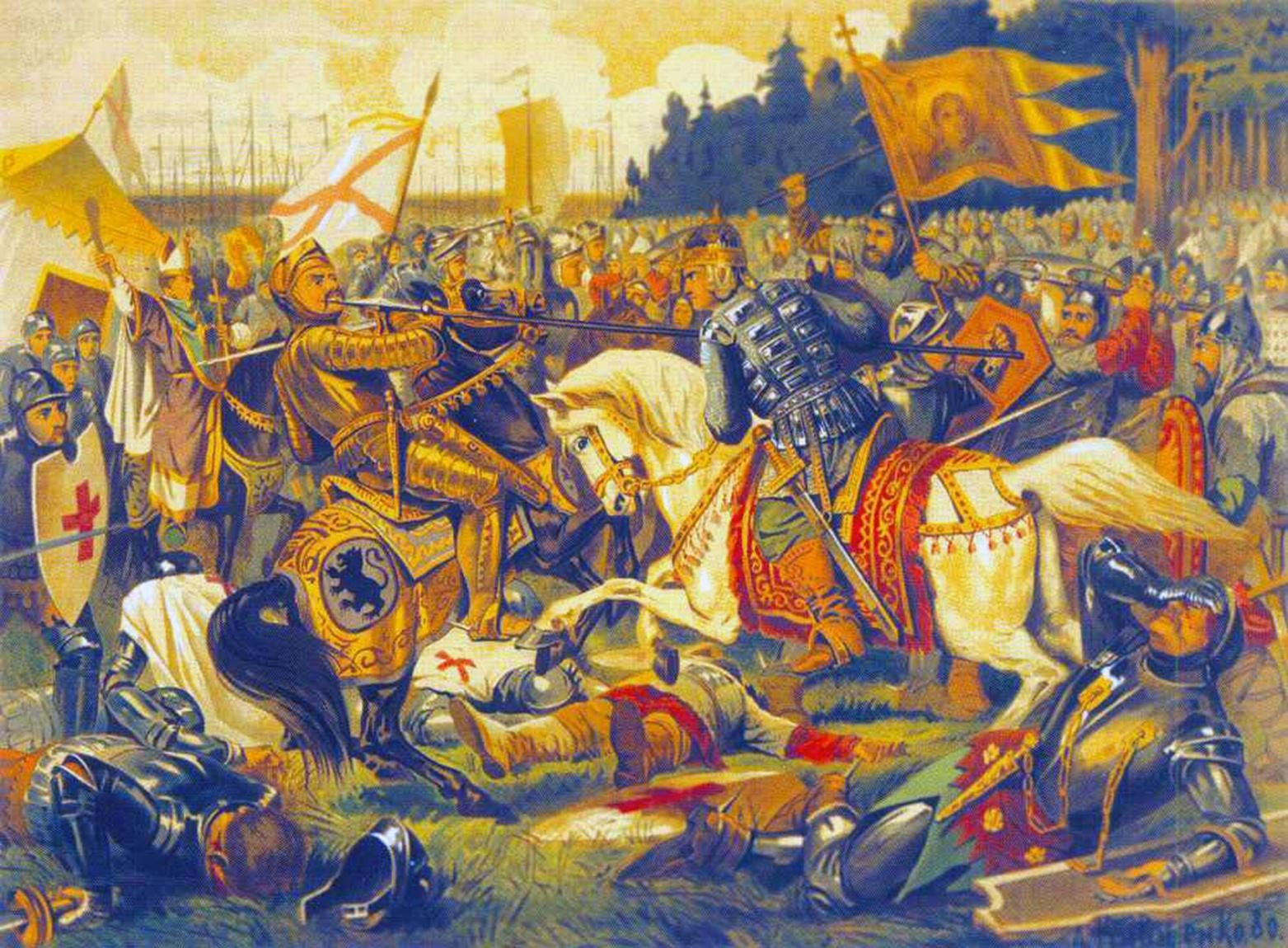
Картина Алексея Кившенко, "Князь Александр наносит рану шведскому военачальнику". 1888 год
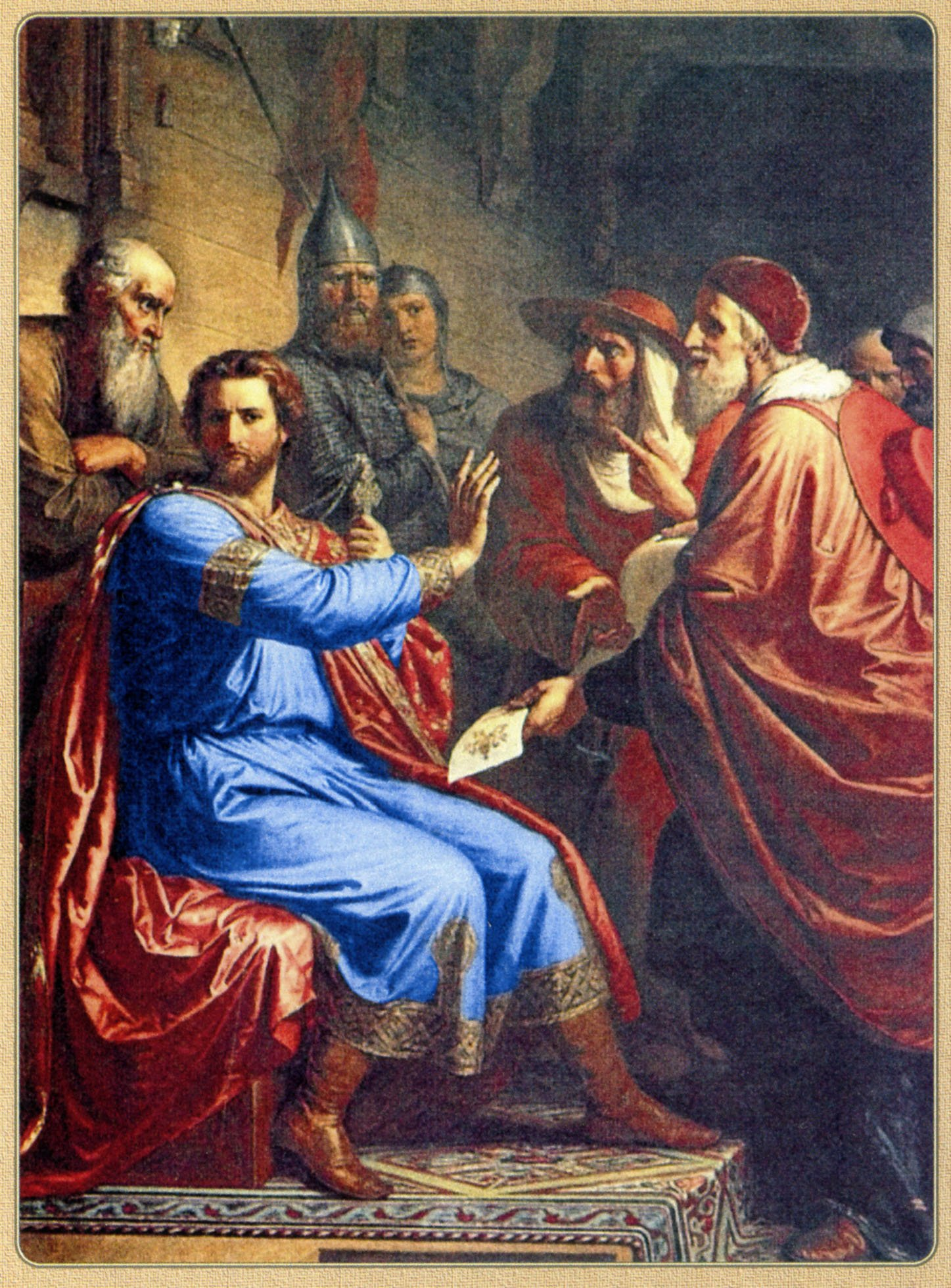
Александр Невский и папские легаты, худ. Ф.А. Моллер
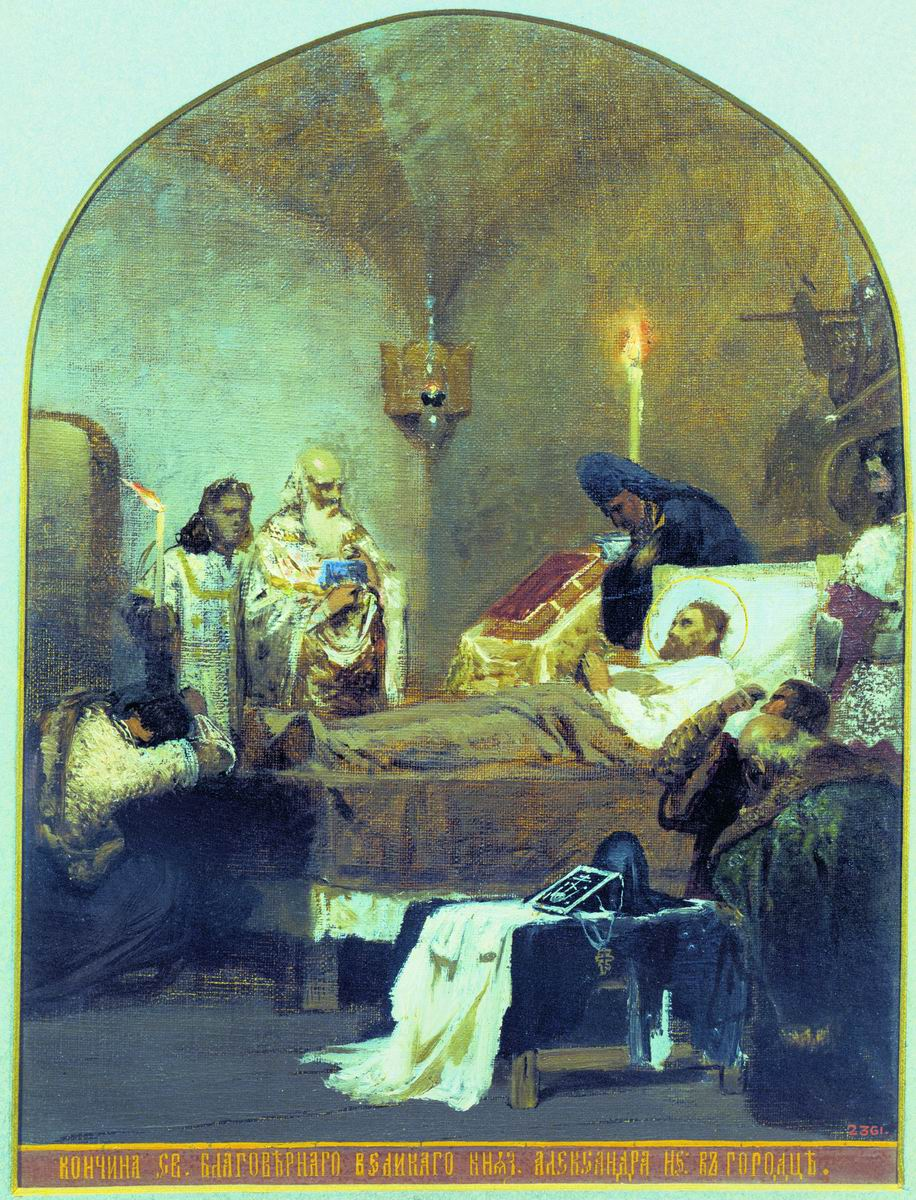
Г. Семирадский. Кончина Александра Невского
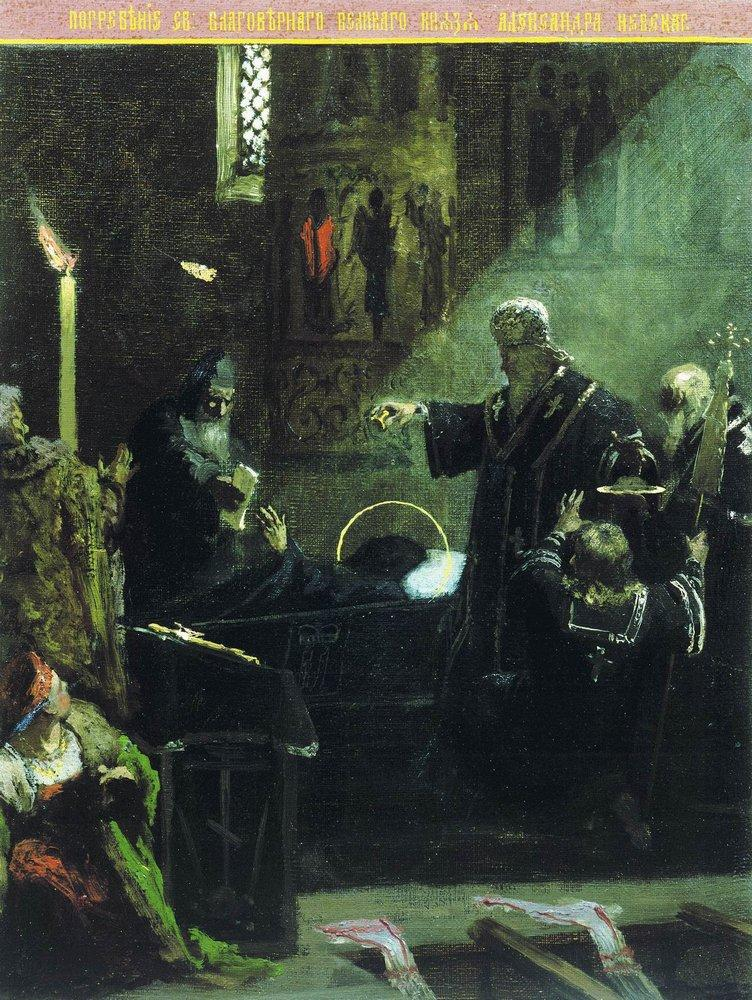
Г. Семирадский. Похороны Александра Невского

## Музеи
- Музей «Александр Невский и Ижорская Земля» в Санкт-Петербурге, открыт 26 января 2009 года.[77], а также Музей диорама Невская битва [78]
- Музей Александра Невского в Переславле-Залесском, открыт 6 декабря 2012 года.[79]
- Церковно-исторический музей в честь князя Александра Невского при Богородице-Рождественском монастыре во Владимире, открыт с 12 мая 2021 года.

## Корабли
- 20-баночная полугалера с деревянным корпусом «Святой Александр» (Святых Александров несколько, в честь которого — не установлено). Спущена на воду в 1711 году; служила в составе Балтийского флота.
- 70/76-пушечный парусный линейный корабль 3 ранга «Святой Александр» (Святых Александров несколько, в честь которого — не установлено). Спущен на воду 8 (19) ноября 1714 года; служил в составе Балтийского флота; разобран после 1746 года.
- 74-пушечный парусный линейный корабль 3 ранга «Святой Александр Невский». Спущен на воду 29 мая (9 июня)  1749 года; служил в составе Балтийского флота; разобран в 1763 году.
- 74-пушечный парусный линейный корабль 3 ранга «Святой Александр Невский». Спущен на воду в 1760 году; служил в составе Балтийского флота; повреждён при пожаре на корабле «Святой Пётр» в 1762 году.
- 8-пушечный фрегат «Святой Александр» (Святых Александров несколько, в честь которого — не установлено). Спущен на воду 4 (15) июня 1766 года; служил в составе Балтийского флота; разобран в 1776 году.
- 66-пушечный парусный линейный корабль 3 ранга «Святой Александр Невский». Спущен на воду в 1772 году; служил в составе Балтийского флота; разобран в 1784 году.
- 74-пушечный парусный линейный корабль 3 ранга «Александр Невский». Спущен на воду 9 (20) мая 1787 года; служил в составе Балтийского флота; разобран в 1814 году.
- 50-пушечный фрегат «Александр Невский». Спущен на воду 15 (26) мая 1787 года; служил в составе Черноморского флота.
- 8-пушечный фрегат «Святой Александр» (Святых Александров несколько, в честь которого — не установлено). Спущен на воду 4 (15) июня 1766 года; служил в составе Балтийского флота; разобран в 1776 году.
- 36-пушечный фрегат «Александр Невский». Спущен на воду 11 (23) августа 1821 года; служил в составе Балтийского флота; в 1826 году переименован в «Винд-хунд»; разобран в 1829 году.
- 74-пушечный парусный линейный корабль 3 ранга «Александр Невский». Спущен на воду 7 (19) октября 1826 года; служил в составе Балтийского флота; в 1832 году был переоборудован в 64-пушечный фрегат; разобран в 1847 году.
- Трёхмачтовый винтовой фрегат «Александр Невский». Спущен на воду 21 сентября (3 октября)  1861 года; введён в эксплуатацию 16 (28) июня 1863 года; служил в составе Балтийского флота; в 2:30 утра 13 (25) сентября 1868 года выскочил на прибрежную косу в 2 милях от города Лемвиг, Королевство Дания; разобран в 1900 году.
- Полуброненосный рангоутный фрегат заложен 15 (27) сентября 1870 года под названием ««Александр Невский»; 26 января (7 февраля)  1872 года переименован в «Герцог Эдинбургский»; спущен на воду 29 августа (10 сентября)  1875 года; служил в составе Балтийского флота; 28 ноября 1918 года переименован в «Баррикада»; 1 января 1932 года переформирован в блокшив № 5; разобран в 1945 году.
- Ледокольный пароход «Святой Александр Невский». Спущен на воду в 1917 году в Великобритании; конфискован и взят в британскую службу как HMS Alexander; выкуплен правительством РСФСР и переименован в «Ленин; в 1960 году был переименован во «Владимир Ильич»; разобран в 1968 году.
- Лёгкий крейсер проекта 68-бис «Александр Невский». Спущен на воду 7 июня 1951 года; введён в эксплуатацию 31 января 1955 года; служил в составе Краснознамённого Северного флота; выведен из состава флота 30 мая 1989 года; разобран в 1991 году.
- Круизный трёхпалубный теплоход проекта 588 «Родина» «Александр Невский». Построен 28 марта 1957 года; работал в составе Волжского пароходства; с 2001 года в собственности ООО «КРУИЗ» (г. Волгоград).
- Эскадренный миноносец проекта 956. Заложн 22 апреля 1989 года под названием «Вдумчивый»; 30 августа 1995 года был переименован в «Александр Невский»; в июне 1997 года продан Китаю; спущен на воду 16 апреля 1999 года; 25 ноября 2000 года и переименован в Фучжоу (англ. Chinese destroyer Fuzhou (137))
- Ракетный подводный крейсер стратегического назначения проекта 955 К-550 «Александр Невский». Спущен на воду 30 ноября 2010 года; введён в эксплуатацию 23 декабря 2013 года; служит в составе Краснознамённого Тихоокеанского флота

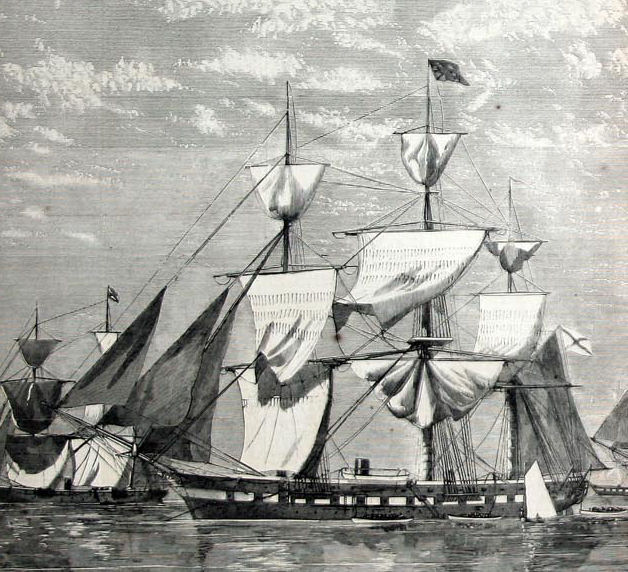
Винтовой фрегат
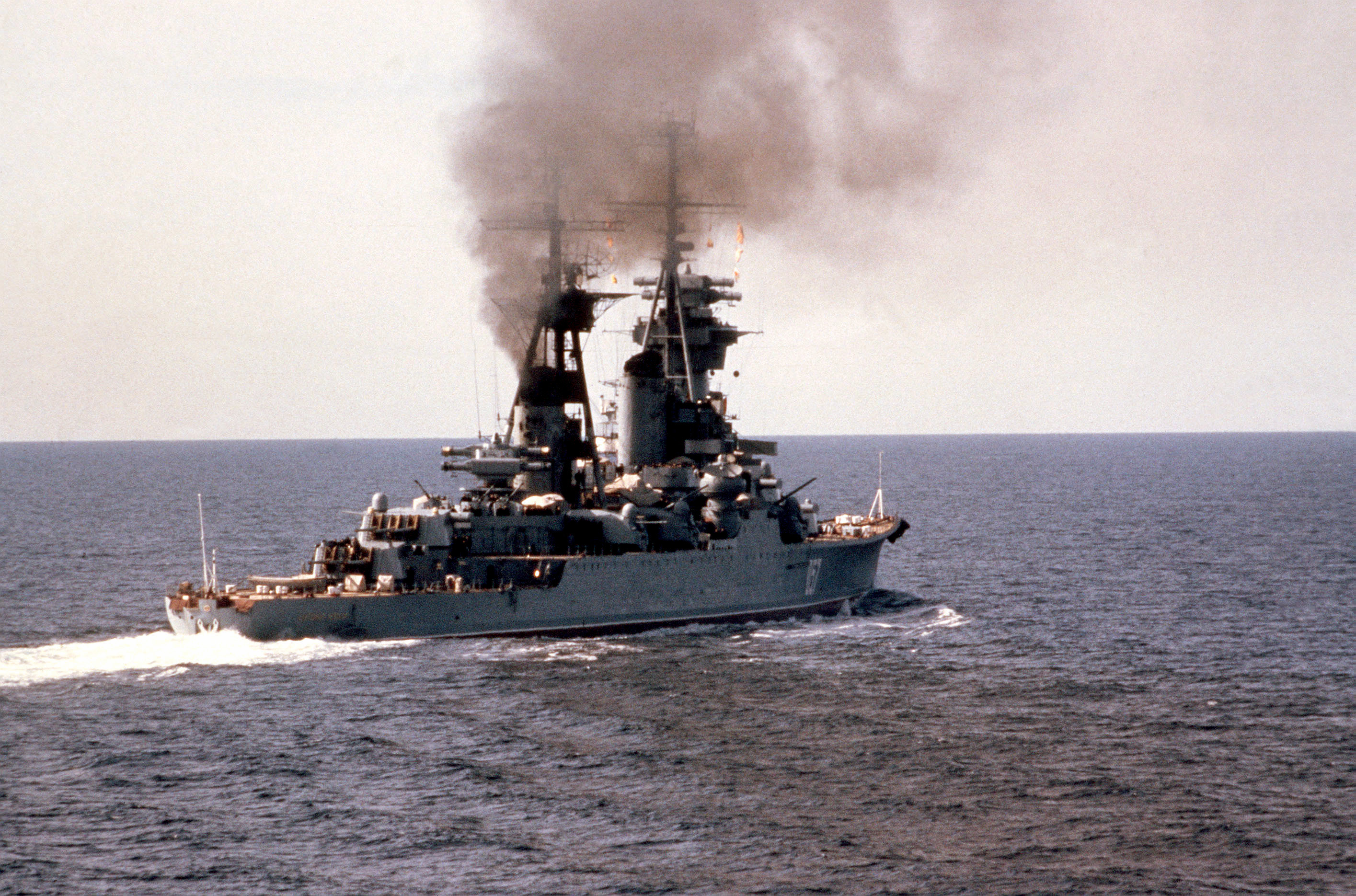
Лёгкий крейсер
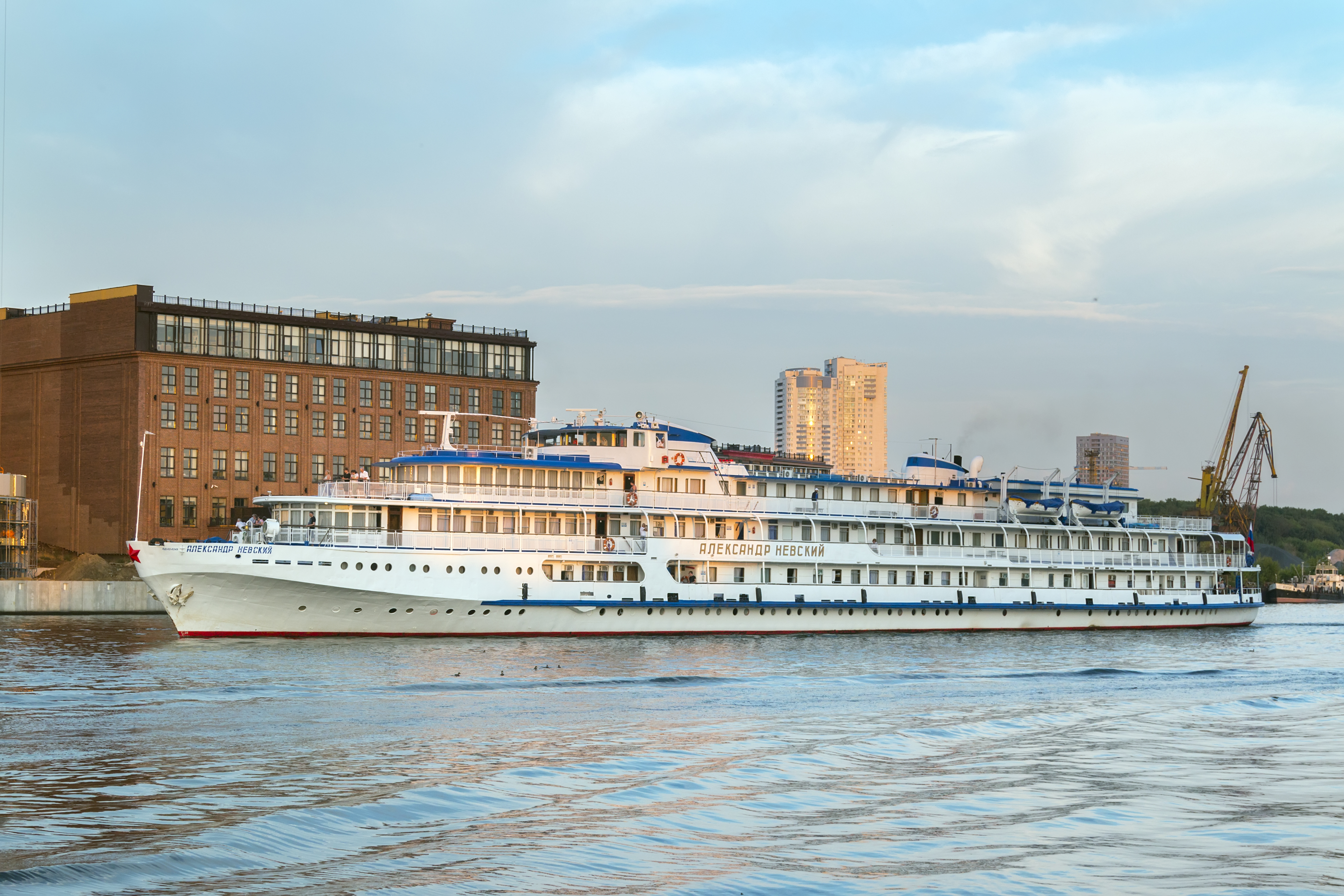
Круизный теплоход
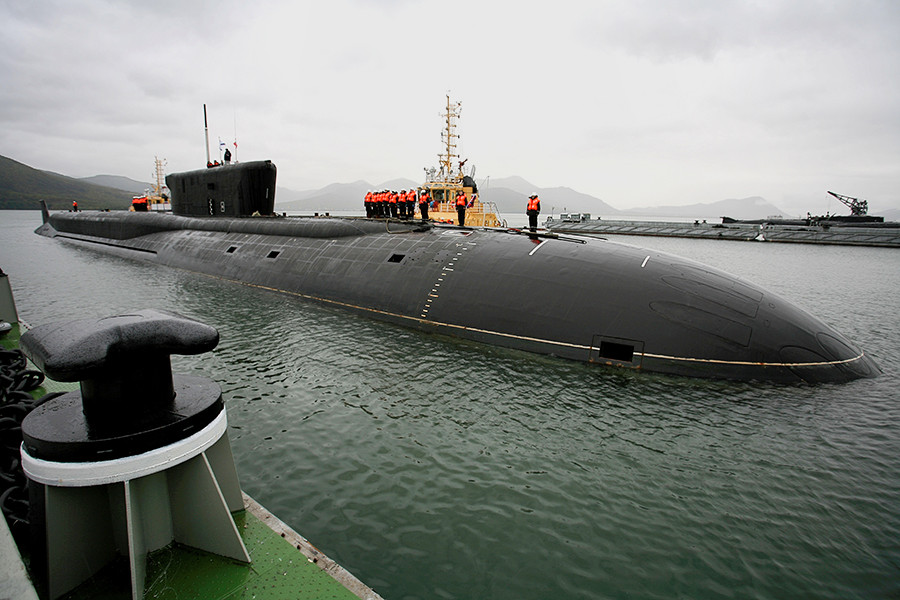
Подводный крейсер

## В филателии
- Почтовая марка России, 15,00 руб., 12 декабря 2014 г. Памятник Александру Невскому.

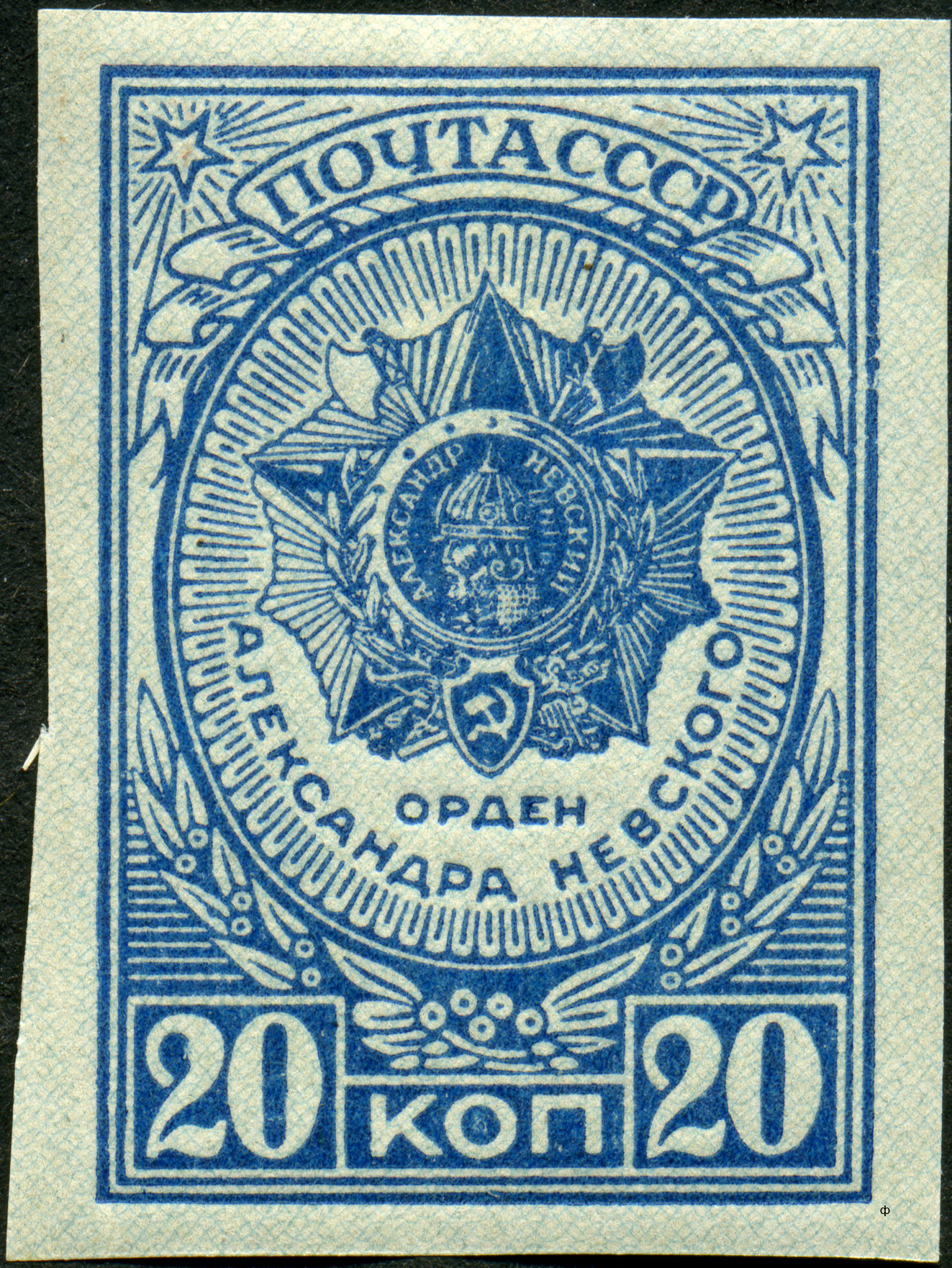
Марка СССР, 1944 г. «Орден Александра Невского».
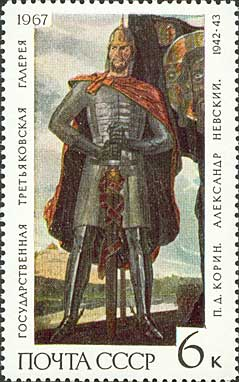
Александр Невский, почтовая марка 1967 г.
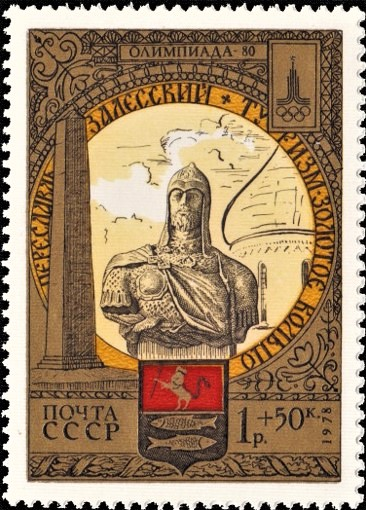
Почтовая марка СССР 1978 г. Олимпиада-80. Памятник Александру Невскому.
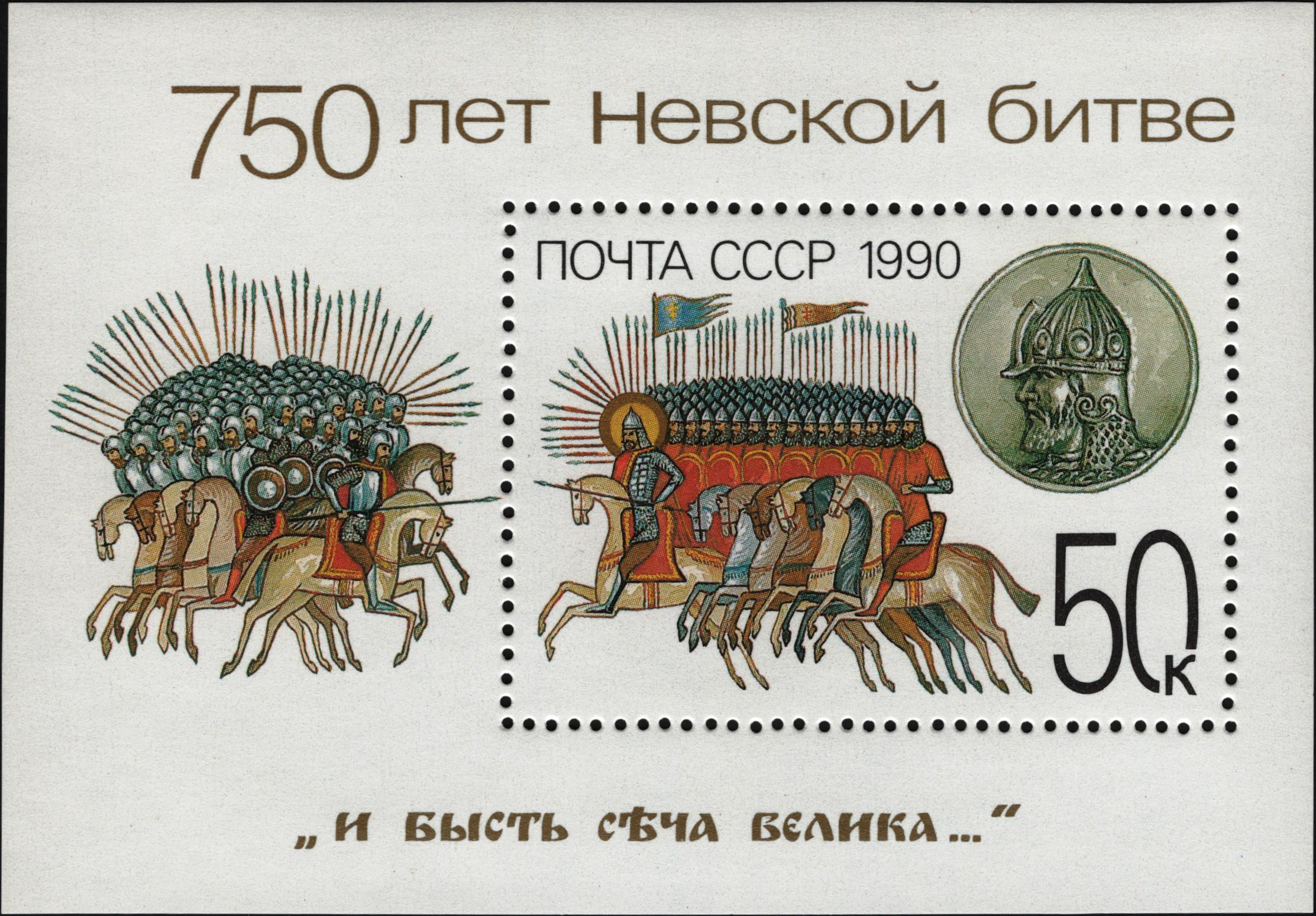
750 лет Невской битве, почтовый блок 1990 г.
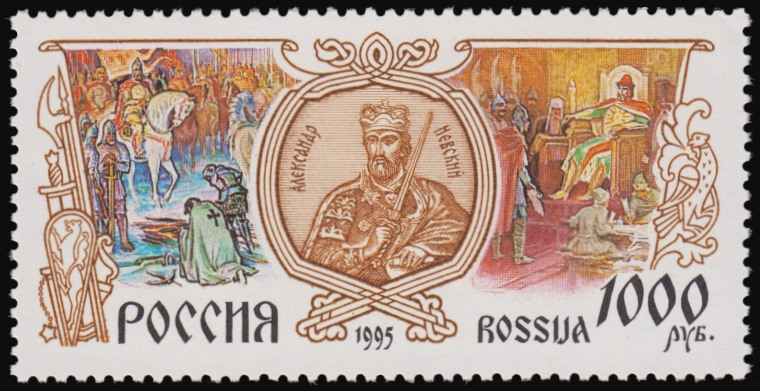
В 1995 г. Почта России выпустила марку посвященную Александру Невскому.
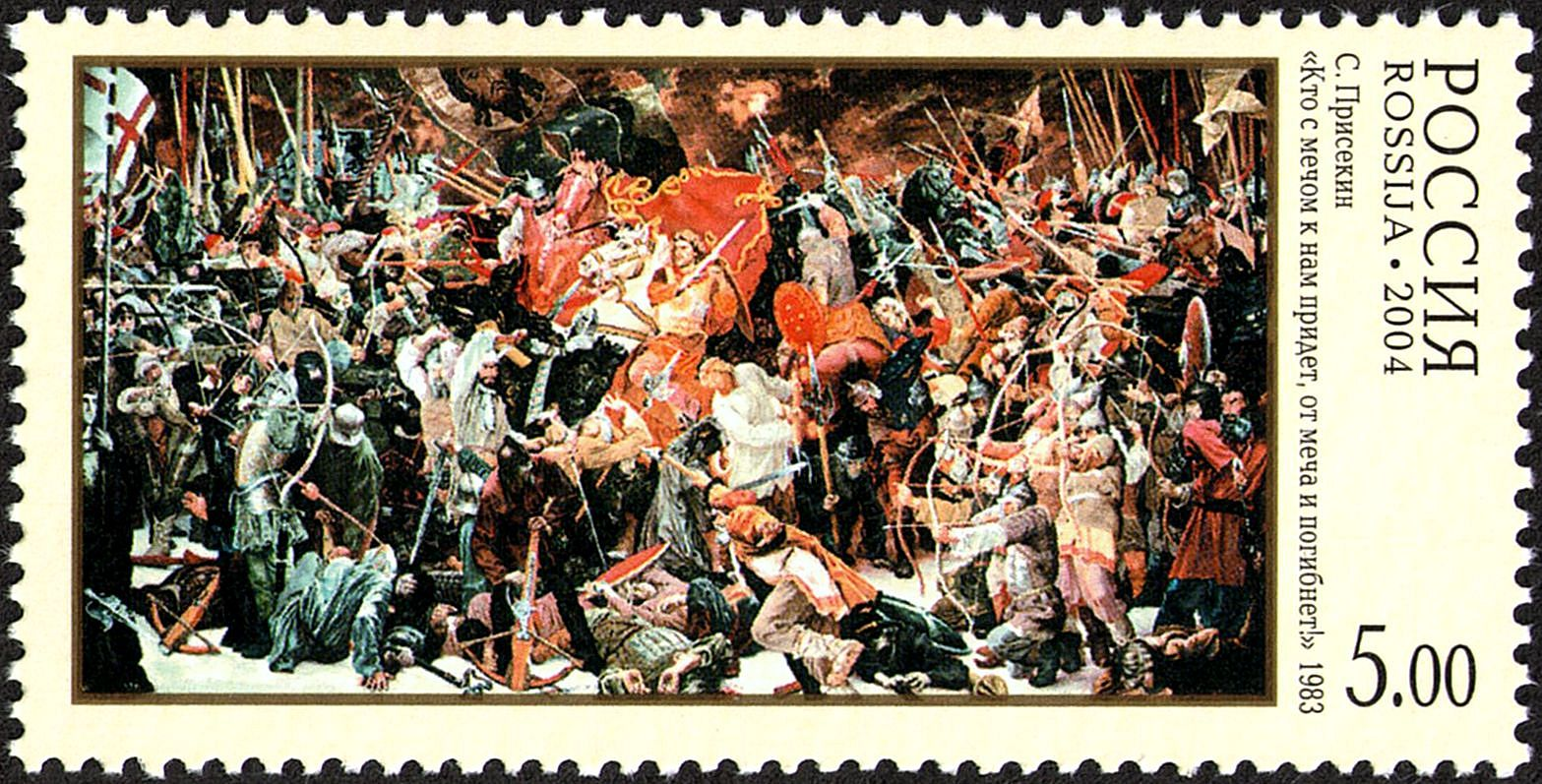
Почтовая марка 2004 года
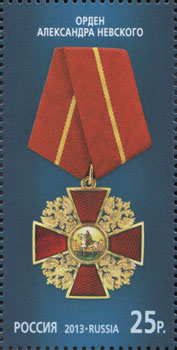
Почта России, 2013 г. Орден А. Невского.
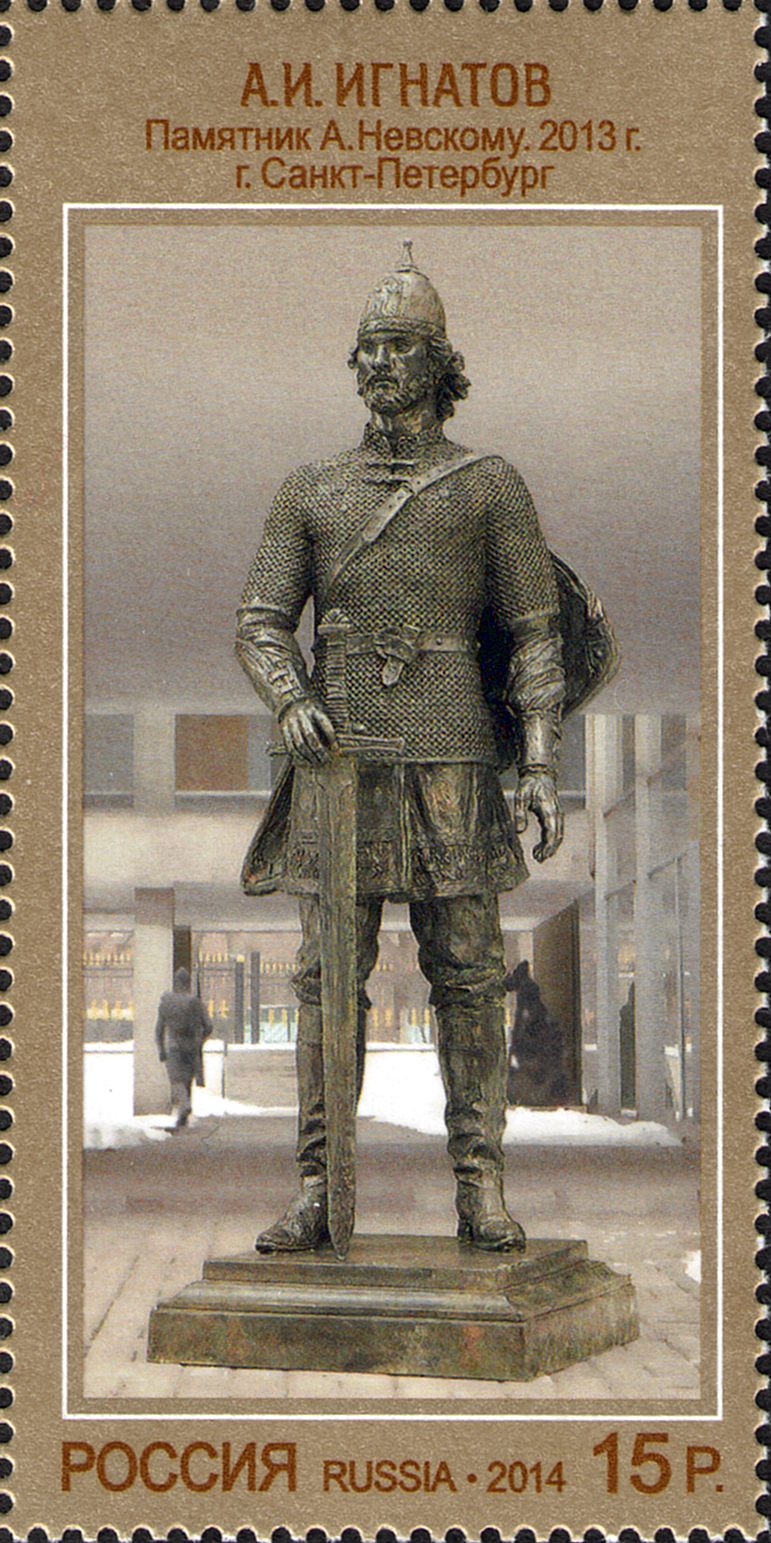
Почтовая марка 2014 года
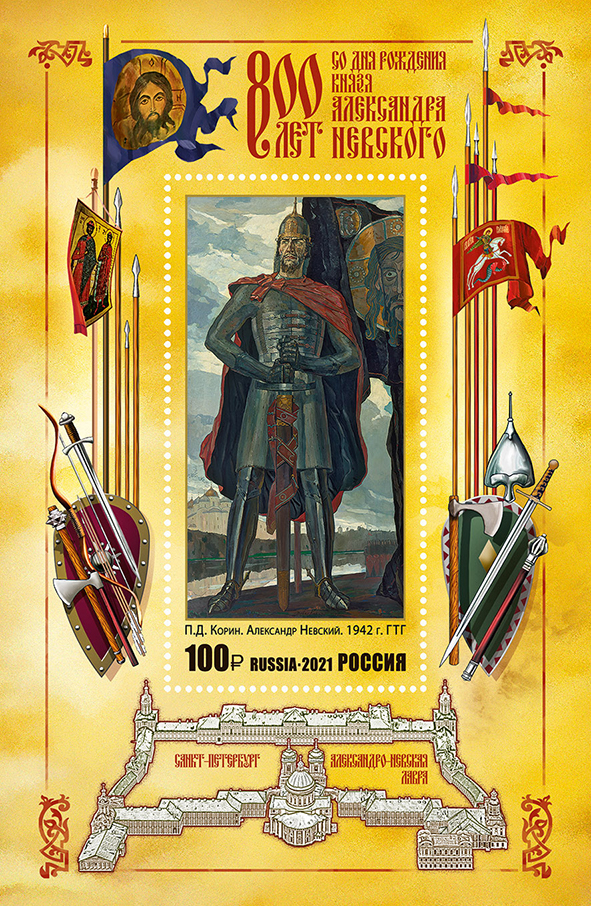
Почтовый блок — 800 лет со дня рождения князя Александра Невского (1221—1263), государственного деятеля, полководца

## Другое
- Александр Невский — фирменный поезд класса люкс, курсировавший по маршруту Санкт-Петербург — Москва в 2009 году.
- Карельский кадетский корпус имени Александра Невского[80].
- Жилой комплекс «Князь Александр Невский» — жилой дом в Санкт-Петербурге, самый высокий в городе в 2012—2013 годах.
- Александр Невский — ежегодная культурно-спортивная просветительская экспедиция по местам ратных подвигов дружин Александра Невского.